# Beaucourt
Pour les articles homonymes, voir Beaucourt (homonymie).
Cet article possède des paronymes, voir Eaucourt et Raucourt.
Beaucourt est une commune française située dans le département du Territoire de Belfort, la région culturelle et historique de Franche-Comté et la région administrative Bourgogne-Franche-Comté.
Beaucourt, qui dépend à l'origine du comté de Montbéliard, possède une histoire essentiellement liée à la dynastie manufacturière Japy, dont la démarche sociale et paternaliste a façonné la ville et les habitants. C'est Frédéric Japy qui, à la fin du XVIIe siècle a donné son essor industriel à Beaucourt en créant une usine d'horlogerie qui connaîtra un rayonnement considérable au XIXe siècle. À partir de 1910 et jusqu'en 1975, la machine à écrire Japy perpétuera ce renom auquel contribueront également des fabrications aussi diverses que la quincaillerie, la serrurerie, les pompes, la lustrerie, etc.
Troisième ville du Territoire de Belfort et ancien chef-lieu du canton de Beaucourt, la ville se situe au cœur du Grammont, un des sommets de la chaîne jurassique du Lomont.
Marquée par ce passé industriel, Beaucourt est aujourd’hui un centre actif, une ville de campagne à deux pas d’importantes agglomérations (Pays de Montbéliard et Belfort) qui participent à son développement urbain, économique et touristique. Différents projets urbains comme la réalisation d'un grand lotissement dans les Hauts de Beaucourt, l'aménagement du centre-ville, la reconversion des usines Fonteneilles ou encore la requalification urbaine et sociale du quartier des Champs Blessonniers ont redessiné la ville au début du XXIe siècle.
Ses habitants sont appelés les Beaucourtois.

## Géographie

### Localisation
La ville est située à 15 km de Montbéliard et 28 km de Belfort, à cheval entre le Doubs et le Territoire de Belfort, en Franche-Comté. La gare de Belfort - Montbéliard TGV n'est pas très loin et la frontière suisse se trouve à moins de 10 km. Au pied du Grammont, elle est entourée par plusieurs villages et située dans l'aire d'attraction de Montbéliard.

### Géologie, relief et hydrographie
Beaucourt est située sur les derniers vallonnements du massif du Jura en bordure extrême ouest de la fosse d'Alsace, à proximité de la porte de Bourgogne. Du fait de sa situation, c'est un lieu de passage très fréquenté, de ce fait, dès les temps les plus reculés, ce lieu est habité. La proximité des abondantes sources autour du Grammont en ont fait un endroit de prédilection pour l'établissement des premiers sédentaires. Beaucourt est située au pied de la colline nommée le Grammont. Ce sommet fait partie de la chaîne des Lomonts (altitude : 579 mètres). En arrière du Grammont, côté sud, s'étend un vaste plateau sur lequel sont placés les villages de Montbouton, Abbévillers, Croix, Villars-le-Sec et Saint-Dizier-l'Évêque.
Le Grammont présente sur son sommet une assez vaste croupe dont l'extrémité nord était occupée par un camp néolithique. Ce dernier est encore bien conservé. À l'ouest et à l'est, il est bordé par de pentes abruptes et des roches escarpées. Le sud est protégé par un mur de pierres, très important vu ses ruines. Au nord, il y a un vallum. Toute la colline est parsemée de tombes de cette époque : des tumulus. On peut supposer qu'étant donné sa situation le site du Grammont est principalement un lieu administratif et religieux, une sorte de résidence des chefs. Le Grammont est favorisé par les découvertes depuis le XIXe siècle, où les premières fouilles importantes ont été réalisées autour des années 1870. Le Dr Muston rapporte un inventaire détaillé dans son livre L'histoire d'un village. C'est en tout cas un lieu très prisé des Beaucourtois et aussi des touristes.
La particularité de Beaucourt est l'absence de cours d'eau coulant dans la commune. Pourtant, on dénombre pas moins de sept fontaines dont une n'étant plus utilisée.

### Climat
Pour des articles plus généraux, voir Climat de la Bourgogne-Franche-Comté et Climat du Territoire de Belfort.
En 2010, le climat de la commune est de type climat de montagne, selon une étude du Centre national de la recherche scientifique s'appuyant sur une série de données couvrant la période 1971-2000. En 2020, Météo-France publie une typologie des climats de la France métropolitaine dans laquelle la commune est dans une zone de transition entre le climat semi-continental et le climat de montagne et est dans la région climatique Vosges, caractérisée par une pluviométrie très élevée (1 500 à 2 000 mm/an) en toutes saisons et un hiver rude (moins de 1 °C).
Pour la période 1971-2000, la température annuelle moyenne est de 9,3 °C, avec une amplitude thermique annuelle de 17,2 °C. Le cumul annuel moyen de précipitations est de 1 186 mm, avec 12,1 jours de précipitations en janvier et 10,9 jours en juillet. Pour la période 1991-2020, la température moyenne annuelle observée sur la station météorologique de Météo-France la plus proche, « Saint-Dizier-l'Évêque_sapc », sur la commune de Saint-Dizier-l'Évêque à 3 km à vol d'oiseau, est de 10,1 °C et le cumul annuel moyen de précipitations est de 1 099,4 mm. 
La température maximale relevée sur cette station est de 37 °C, atteinte le 13 août 2003 ; la température minimale est de −17,4 °C, atteinte le 20 décembre 2009,,.
| Mois                                  | jan.             | fév.           | mars           | avril         | mai           | juin          | jui.          | août         | sep.          | oct.          | nov.             | déc.           | année      |
| ------------------------------------- | ---------------- | -------------- | -------------- | ------------- | ------------- | ------------- | ------------- | ------------ | ------------- | ------------- | ---------------- | -------------- | ---------- |
| Température minimale moyenne (°C)     | −1               | −0,5           | 2,2            | 5,3           | 9,2           | 12,7          | 14,6          | 14,6         | 10,9          | 7,3           | 2,8              | −0,1           | 6,5        |
| Température moyenne (°C)              | 1,4              | 2,4            | 5,9            | 9,6           | 13,5          | 17,2          | 19,1          | 19           | 14,8          | 10,5          | 5,4              | 2,4            | 10,1       |
| Température maximale moyenne (°C)     | 3,9              | 5,4            | 9,6            | 13,9          | 17,9          | 21,7          | 23,7          | 23,5         | 18,8          | 13,7          | 8                | 4,8            | 13,7       |
| Record de froid (°C) date du record   | −13,3 04.01.1993 | −16,5 07.02.12 | −13,8 01.03.05 | −5,1 08.04.03 | −0,2 05.05.19 | 1,8 02.06.06  | 7 13.07.1993  | 6 31.08.1995 | 3,2 29.09.02  | −6,3 25.10.03 | −10,5 23.11.1998 | −17,4 20.12.09 | −17,4 2009 |
| Record de chaleur (°C) date du record | 16,9 01.01.23    | 19,2 24.02.21  | 23,9 31.03.21  | 26,3 21.04.18 | 30 28.05.17   | 33,5 19.06.22 | 36,2 24.07.19 | 37 13.08.03  | 30,6 12.09.23 | 28,1 13.10.23 | 22,1 07.11.15    | 17,7 31.12.22  | 37 2003    |
| Précipitations (mm)                   | 75,9             | 71,7           | 77             | 81,3          | 111,6         | 100           | 92,7          | 99,1         | 89,1          | 102,1         | 97,6             | 101,3          | 1 099,4    |

| Diagramme climatique                                  |             |          |             |              |             |              |              |              |              |          |              |
| J                                                     | F           | M        | A           | M            | J           | J            | A            | S            | O            | N        | D            |
| 3,9−175,9                                             | 5,4−0,571,7 | 9,62,277 | 13,95,381,3 | 17,99,2111,6 | 21,712,7100 | 23,714,692,7 | 23,514,699,1 | 18,810,989,1 | 13,77,3102,1 | 82,897,6 | 4,8−0,1101,3 |
| Moyennes : • Temp. maxi et mini °C • Précipitation mm |             |          |             |              |             |              |              |              |              |          |              |

Les paramètres climatiques de la commune ont été estimés pour le milieu du siècle (2041-2070) selon différents scénarios d'émission de gaz à effet de serre à partir des nouvelles projections climatiques de référence DRIAS-2020. Ils sont consultables sur un site dédié publié par Météo-France en novembre 2022.

### Voies de communication et transports

#### Pistes cyclables
Il n'existe pas de piste cyclables dans la ville même de Beaucourt mais une piste longeant le bois de la gare relie les communes de Dasle et Dampierre-les-Bois en passant par la zone artisanale Les Popins qui est partagée avec Beaucourt. Cette piste se situe sur l'ancien tracé du chemin de fer de la ligne de Montbéliard à Morvillars déposée en 1988.

## Urbanisme

### Typologie
Au 1er janvier 2024, Beaucourt est catégorisée petite ville, selon la nouvelle grille communale de densité à sept niveaux définie par l'Insee en 2022.
Elle appartient à l'unité urbaine de Beaucourt, une agglomération inter-départementale regroupant quatre  communes, dont elle est ville-centre,,. Par ailleurs la commune fait partie de l'aire d'attraction de Montbéliard, dont elle est une commune de la couronne,. Cette aire, qui regroupe 137 communes, est catégorisée dans les aires de 50 000 à moins de 200 000 habitants,.

### Occupation des sols
L'occupation des sols de la commune, telle qu'elle ressort de la base de données européenne d’occupation biophysique des sols Corine Land Cover (CLC), est marquée par l'importance des territoires artificialisés (41 % en 2018), en augmentation par rapport à 1990 (33,9 %). La répartition détaillée en 2018 est la suivante : 
zones urbanisées (41 %), forêts (32,2 %), zones agricoles hétérogènes (22,8 %), terres arables (3,9 %). L'évolution de l’occupation des sols de la commune et de ses infrastructures peut être observée sur les différentes représentations cartographiques du territoire : la carte de Cassini (XVIIIe siècle), la carte d'état-major (1820-1866) et les cartes ou photos aériennes de l'IGN pour la période actuelle (1950 à aujourd'hui).

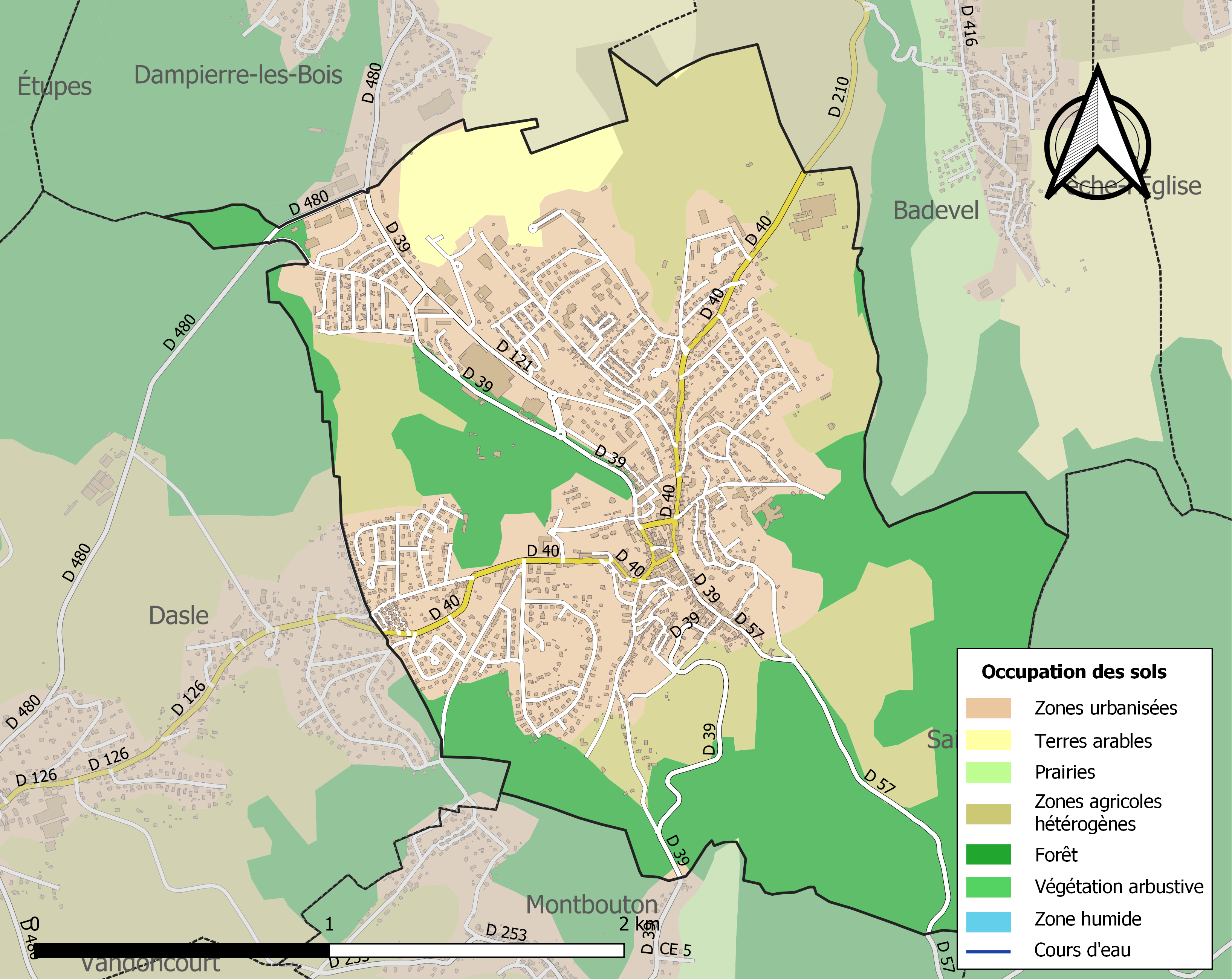
Carte des infrastructures et de l'occupation des sols de la commune en 2018 (CLC).

### Morphologie urbaine

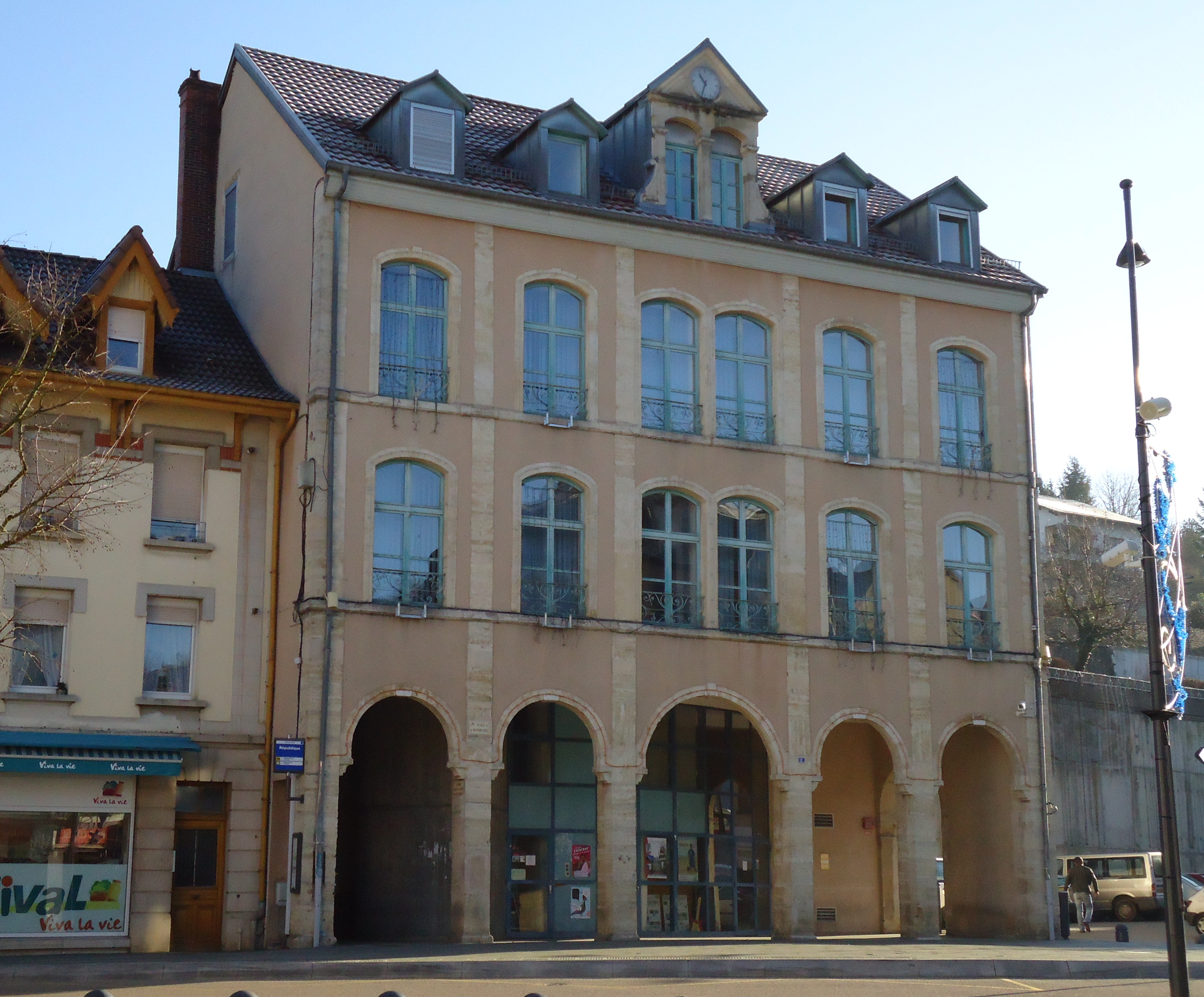
Maison des associations sur la place de la République.

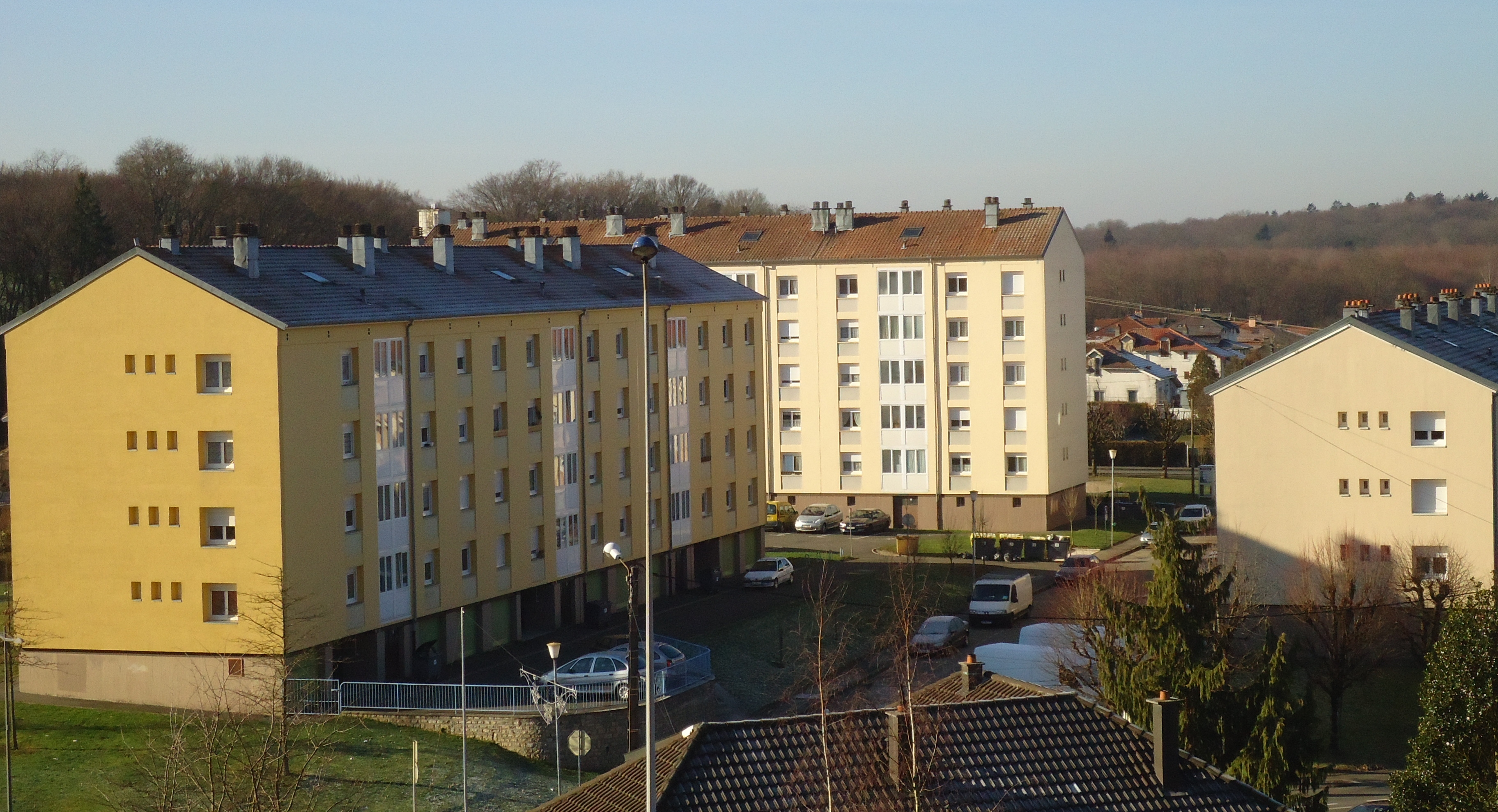
Les Mésanges

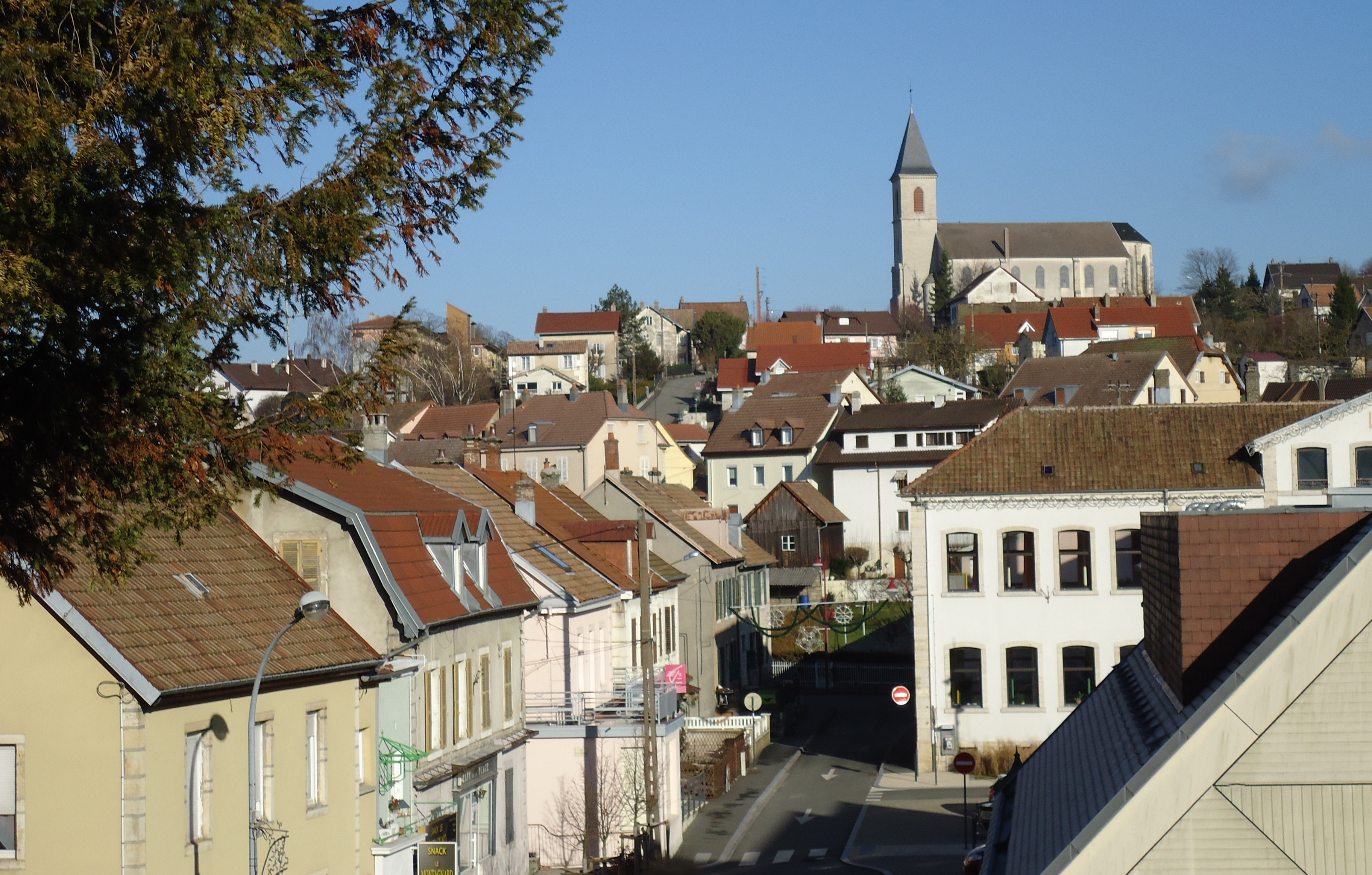
Vue sur l'église et la place Roger-Salengro.

### Logement
En 2008, on comptait 2 369 logements dont 2 055 (86,7 %) résidences principales, 290 (12,2 %) logements vacants et seulement 24 (1 %) résidences secondaires dans la commune. 51,1 % sont des maisons et 46,3 % sont des appartements. La majorité des résidences principales (44,6 %) ont été construites avant 1949 et 53,3 % de la population vivent depuis plus de dix ans dans la même résidence. De ce fait, 53,5 % des Beaucourtois sont propriétaires de leur logement contre 44,6 % de locataires.

### Projets d'aménagements
En 2002, dans le cadre de son projet de ville, la municipalité de Beaucourt a souhaité l’urbanisation du secteur dit des Grands Champs. Cette réserve forestière d’environ sept hectares, appartenant à la SAFC[Qui ?], a fait l’objet, en concertation avec l’agence d’urbanisme du Territoire de Belfort et la commission urbanisme, d’une attention toute particulière pour donner une image résidentielle à cette zone. Ainsi, sa situation privilégiée sur une colline offrant une vue lointaine et dégagée, de même que les restes d’ornement du château, aujourd’hui disparus, ont été des points forts du schéma d’urbanisation proposé. En termes d’aménagement des espaces, l’allée des tilleuls, élément majeur, sera conservée et prolongée jusqu’au bois. Sera créée, ainsi, une promenade qui, à travers les Grands Champs, conduira à l’intersection des rues de Montbouton et de la Charme pour ainsi rejoindre le Champ de Mars avec son panorama ainsi que le Parc des Cèdres. Des espaces piétonniers secondaires seront aménagés pour permettre d’admirer des arbres centenaires. Il est à noter que cet aménagement devrait également voir l’aboutissement d’une étude novatrice et écologique en matière de récupération et d’évacuation des eaux de pluie. Des bassins de rétentions de ces eaux pluviales seront créés et devraient permettre d’aménager des jardins humides et de senteurs.
Une première tranche d’environ trente lots vit le jour en 2004. Dans un second temps, la ville se penchera sur l’aménagement de l’ancienne Fonderie qui pourrait accueillir de petites maisons de ville. Ainsi, la réalisation de ce projet permettra un développement plus harmonieux de Beaucourt dans un environnement sauvegardé et répondra aux nombreuses sollicitations en matière d’habitations individuelles.

## Toponymie
Le nom de la localité est attesté sous les formes Boocort en 1147, Boocurt en 1162, puis Bocourt en 1317.
Il s'agit d'une formation médiévale en -court au sens ancien de « cour de ferme ». Le premier élément Beau-, comme l'indiquent les formes anciennes et comme c'est généralement le cas pour les noms en -court, est un nom de personne germanique. L'appellatif toponymique court est issu du gallo-roman * CORTE ou * CURTE, lui-même du latin cohors / cohortis, il a donné le français cour, orthographié sans t, en raison d'une mauvaise étymologie d'après le latin curia.
L'anthroponyme germanique que l'on identifie dans Beaucourt est certainement Bodo,, devenu Boo- à la suite de la lénition du [d] intervocalique, caractéristique de la langue d'oïl. Il s'agit d'un nom de personne extrêmement fréquent en toponymie. Attraction graphique du mot « beau », bien que le terme « cour » soit féminin. Homonymie probable avec les nombreux autres Beaucourt. Située près d'une colline appelée le Grammont, Beaucourt tire son surnom de celle-ci : la cité du Grammont.

## Histoire

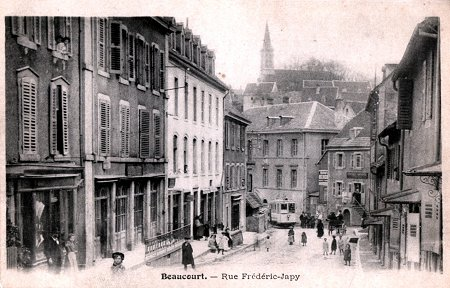
Rue Frédéric-Japy vers 1910.

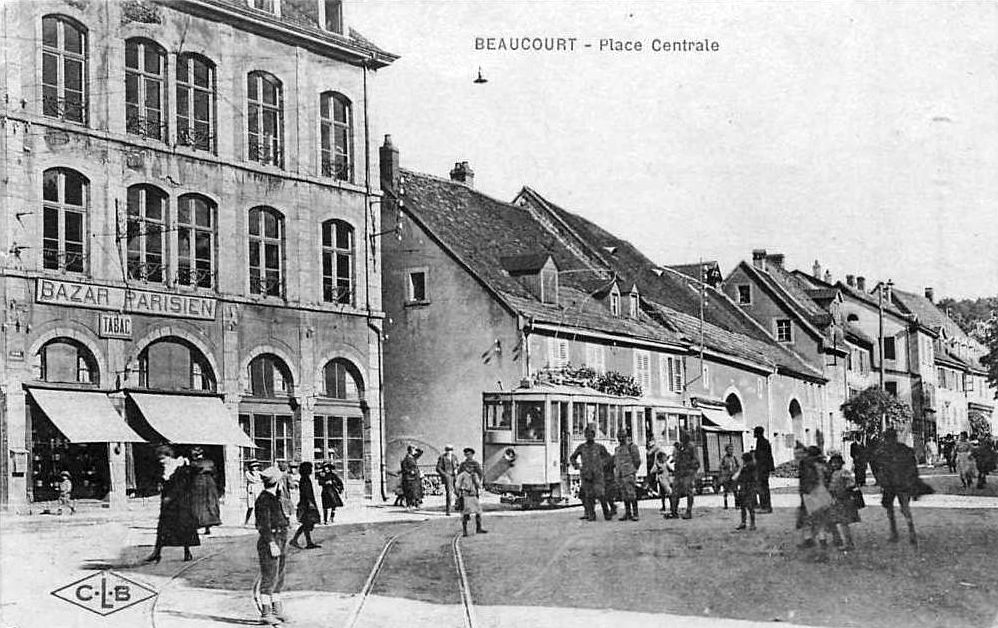
La place centrale à la même époque.

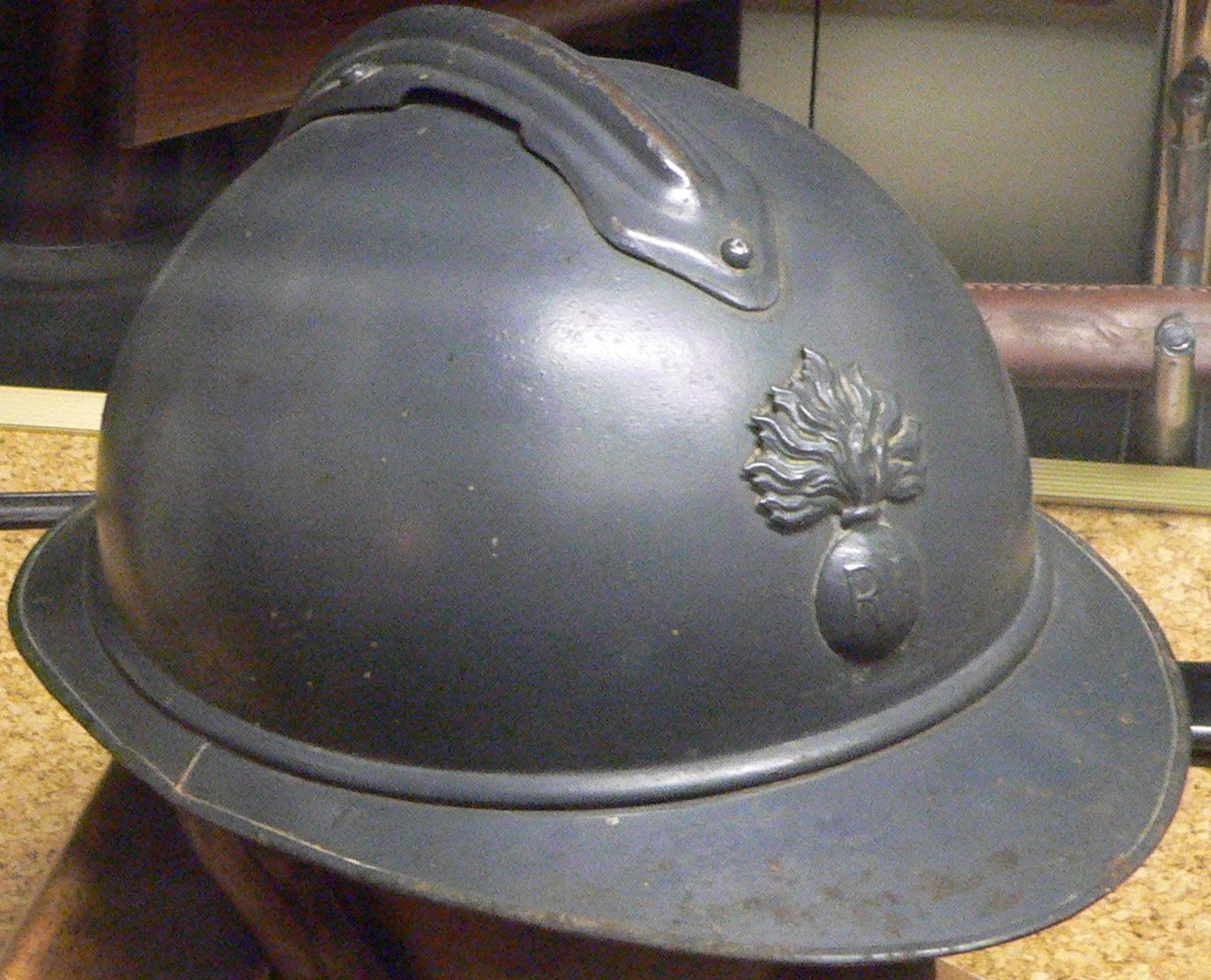
Casque Adrian de l'infanterie française modèle 1915.
Les usines Japy-Frères en étaient l'un des principaux fournisseurs.

Tout près de Beaucourt se trouve un plateau, le Grammont, sur lequel l'homme du Néolithique établit un camp fortifié important abritant entre autres de nombreuses sépultures. Plus tard fut construite par les Romains une route militaire importante reliant Mandeure à l'Alsace et qui traversait le territoire de la commune, venant de Dasle et se dirigeant vers Delle ; des traces de constructions romaines ont été mises au jour. Le nom de Beaucourt est cité déjà au XIIe siècle, le village est alors à la frontière entre l'évêché de Bâle et celui de Besançon. Il faisait partie au Moyen Âge de la mairie de Saint-Dizier-l'Évêque et de la prévôté de Delle. En décembre 1320, Jeanne de Montbéliard, fille de Renaud de Bourgogne et comtesse de Ferrette, affranchit deux serfs de Beaucourt, pratique courante à cette époque où la propriété du sol va de pair avec celle des gens qui le cultivent.
L'histoire de la ville que devient Beaucourt au cours du XIXe siècle, est indissociable de celle de la famille Japy, implantée à Beaucourt depuis le XVIe siècle. Frédéric Japy, né en 1749, fils de forgeron, a appris le métier d'horloger au Locle (Suisse). De retour à Beaucourt, il invente machines et outillages qui permettent la fabrication de pièces d'horlogerie en série par des ouvriers peu qualifiés. Ces derniers sont regroupés dans un familistère, ensemble immobilier regroupant ateliers, logements, lieu de culte, école, magasin d'alimentation…
L'entreprise Japy se développe très rapidement et d'environ cinquante ouvriers en 1777, elle emploie 3 200 personnes en 1851. La diversification des fabrications est grande : quincaillerie, lampes, outillage, matériel agricole et par la suite : pompes, moteurs à explosion, matériel électrique, casseroles et objets ménagers, machines à écrire… Des établissements sont construits dans les localités voisines : Fesches-le-Châtel, Audincourt.

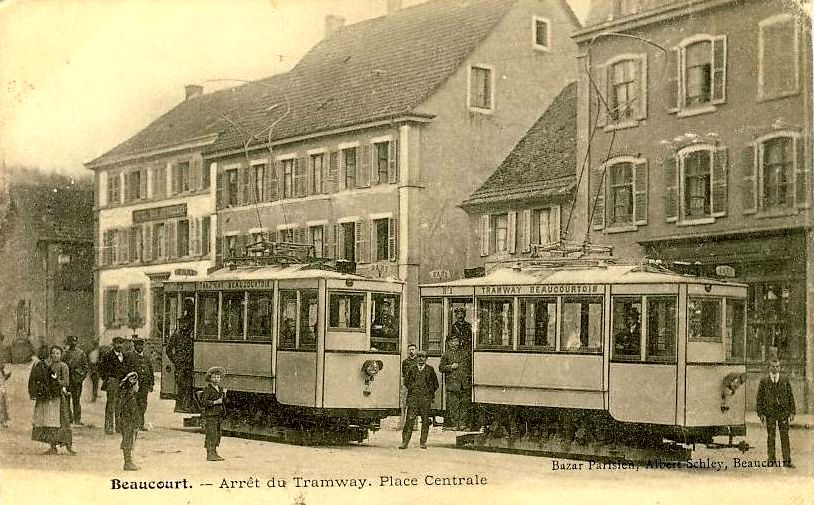
Les deux motrices du tramway beaucourtois sur la place Centrale, vers 1910.

La commune, desservie depuis 1868 par la gare de Beaucourt - Dasle sur la ligne de Montbéliard à Morvillars, se dote, de 1904 à 1940, d'une ligne de tramway électrique exploitée par la compagnie des Tramways beaucourtois, afin d'assurer le transport de passagers et de marchandises entre la ville et la gare. Le trafic voyageur sur la ligne de chemin  de fer cesse en 1939.
La construction de bâtiments par les Japy ne concerne pas seulement les châteaux familiaux et les usines : un temple et un presbytère protestant, des maisons et cités pour le personnel et divers établissements publics sont financés par la grande famille bourgeoise. Beaucoup de ces constructions ont survécu au démantèlement de la société dans les années 1950 et ont été réhabilitées. L'une des anciennes usines, la Pendulerie, abrite le Musée Japy.
La commune a été décorée, le 11 novembre 1948, de la Croix de guerre 1939-1945.

## Politique et administration

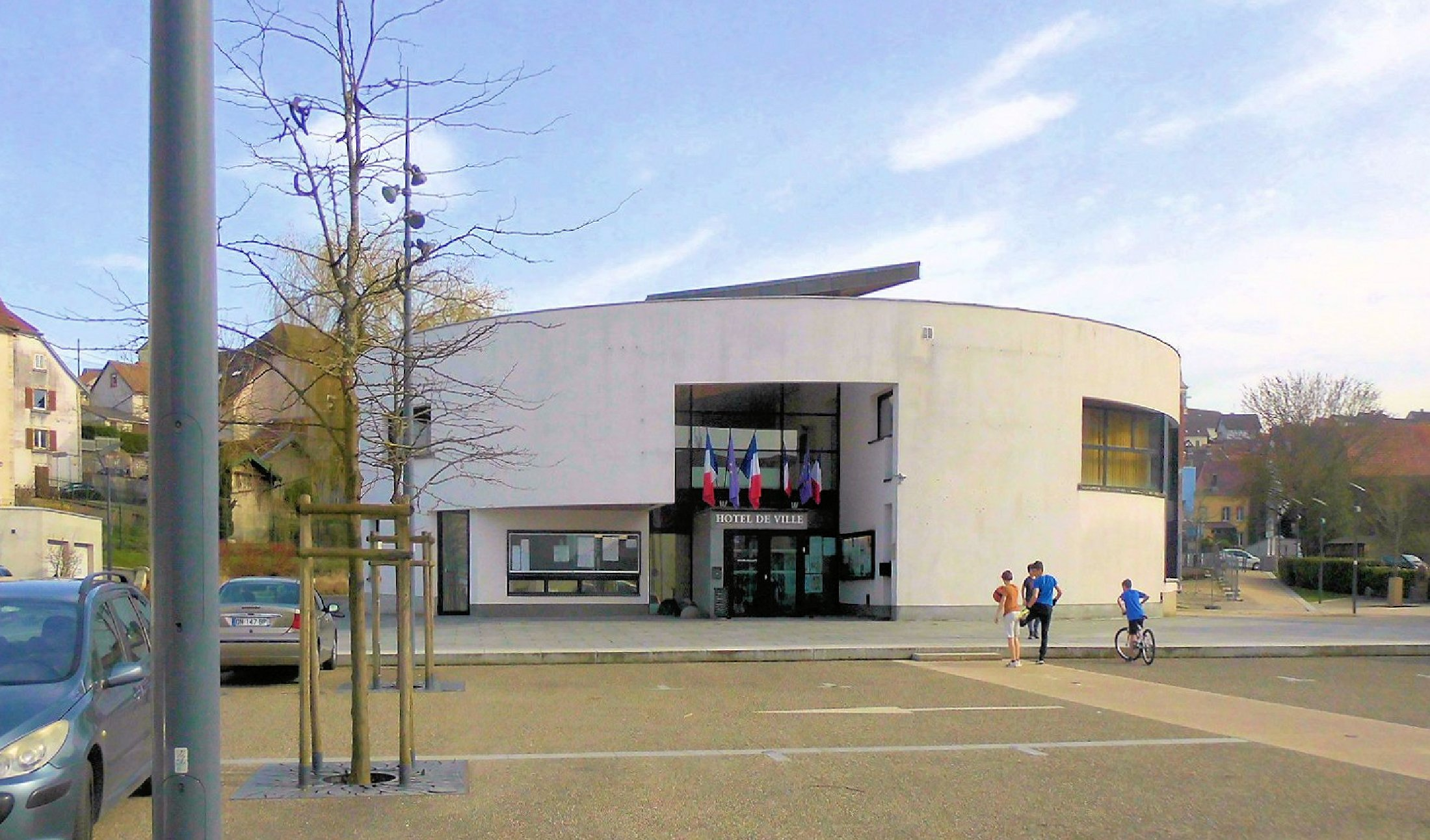
L'hôtel de ville.

### Rattachements administratifs et électoraux
La commune instituée lors de la Révolution française se trouvait alors dans le département du Haut-Rhin. À la suite de la défaite française lors de la guerre franco-allemande de 1870 et du traité de Francfort, l'Allemagne a annexé l'Alsace-Moselle, à l'exception de l'arrondissement de Belfort, qui devient le département du Territoire de Belfort, dont fait partie la commune.
Pour l'élection des députés, elle fait partie depuis 1988 de la première circonscription du Territoire de Belfort.
Elle faisait partie de 1793 à 1970 du canton de Delle, année où elle devient le chef-lieu du canton de Beaucourt. Dans le cadre du redécoupage cantonal de 2014 en France, la commune réintègre le canton de Delle dont la composition est alors modifiée.

### Intercommunalité

Logo de la Communauté de communes du Sud Territoire.

Depuis le 1er janvier 2000, la commune fait partie de la communauté de communes du Sud Territoire, créée le 21 décembre 1999.

### Tendances politiques et résultats
Élections présidentielles
Résultats des deuxièmes tours :
- Élection présidentielle de 2002 : 77,03 % pour Jacques Chirac (RPR), 22,97 % pour Jean-Marie Le Pen (FN), 78,00 % de participation.
- Élection présidentielle de 2007 : 51,14 % pour Nicolas Sarkozy (UMP), 48,86 % pour Ségolène Royal (PS), 83,05 % de participation.
- Élection présidentielle de 2012 : 52,96 % pour François Hollande (PS), 47,04 % pour Nicolas Sarkozy (UMP), 73,03 % de participation[29].

Élections législatives
Résultats des deuxièmes tours :
- Élections législatives de 2002 : 52,25 % pour Damien Meslot (UMP), 47,75 % pour Raymond Forni (PS), 64,79 % de participation[30].
- Élections législatives de 2007 : 57,32 % pour Damien Meslot (UMP), 42,68 % pour Anne-Marie Forcinal (PS), 62,75 % de participation[31].
- Élections législatives de 2012 : 54.67 % pour Damien Meslot (UMP), 45.33 % pour Anne-Marie Forcinal (PS), 63.75 % de participation[32].

Élections européennes
Résultats des deux meilleurs scores 
- Élections européennes de 2004 : 34,69 % pour Pierre Moscovici (PS), 18,15 % pour Joseph Daul (UMP), 40,84 % de participation.
- Élections européennes de 2009 : 27,37 % pour Joseph Daul (UMP), 21,64 % pour Catherine Trautmann (PS), 36,44 % de participation.
- Élections européennes de 2014 : 33,42 % pour Florian Philippot (FN), 26,64 % pour Nadine Morano (UMP), 40,68 % de participation[33].

Élections régionales
Résultats des deux meilleurs scores 
- Élections régionales de 2004 : 52,70 % pour Raymond Forni (PS), 42,41 % pour Jean-François Humbert (UMP), 65,80 % de participation.
- Élections régionales de 2010 : 45,85 % pour Marie-Guite Dufay (PS), 36,22 % pour Alain Joyandet (UMP), 54,35 % de participation.

Élections cantonales et départementales
Résultats des deuxièmes tours 
- Élections cantonales de 2008 : 60,26 % pour Cédric Perrin (UMP), 39,74 % pour Marie-Paule Berthelot (PS), ?? % de participation.

Élections municipales
Résultats des deuxièmes tours 
- Élections municipales de 2008 : 50,19 % pour Cédric Perrin (UMP), 28,67 % pour Guy Berthelot (DVG), ?? % de participation[34].
- Élections municipales de 2014 : 75,37 % pour Cédric Perrin (UMP), 24,62 % pour Guy Berthelot (PS), 68,82 % de participation[35].

Élections référendaires
- Référendum de 2000 relatif au quinquennat présidentiel : 83,51 % pour le Oui, 16,49 % pour le Non, 27,01 % de participation[36].
- Référendum de 2005 relatif au traité établissant une Constitution pour l’Europe : 34,65 % pour le Oui, 65,35 % pour le Non, 67,89 % de participation[37].

### Administration municipale

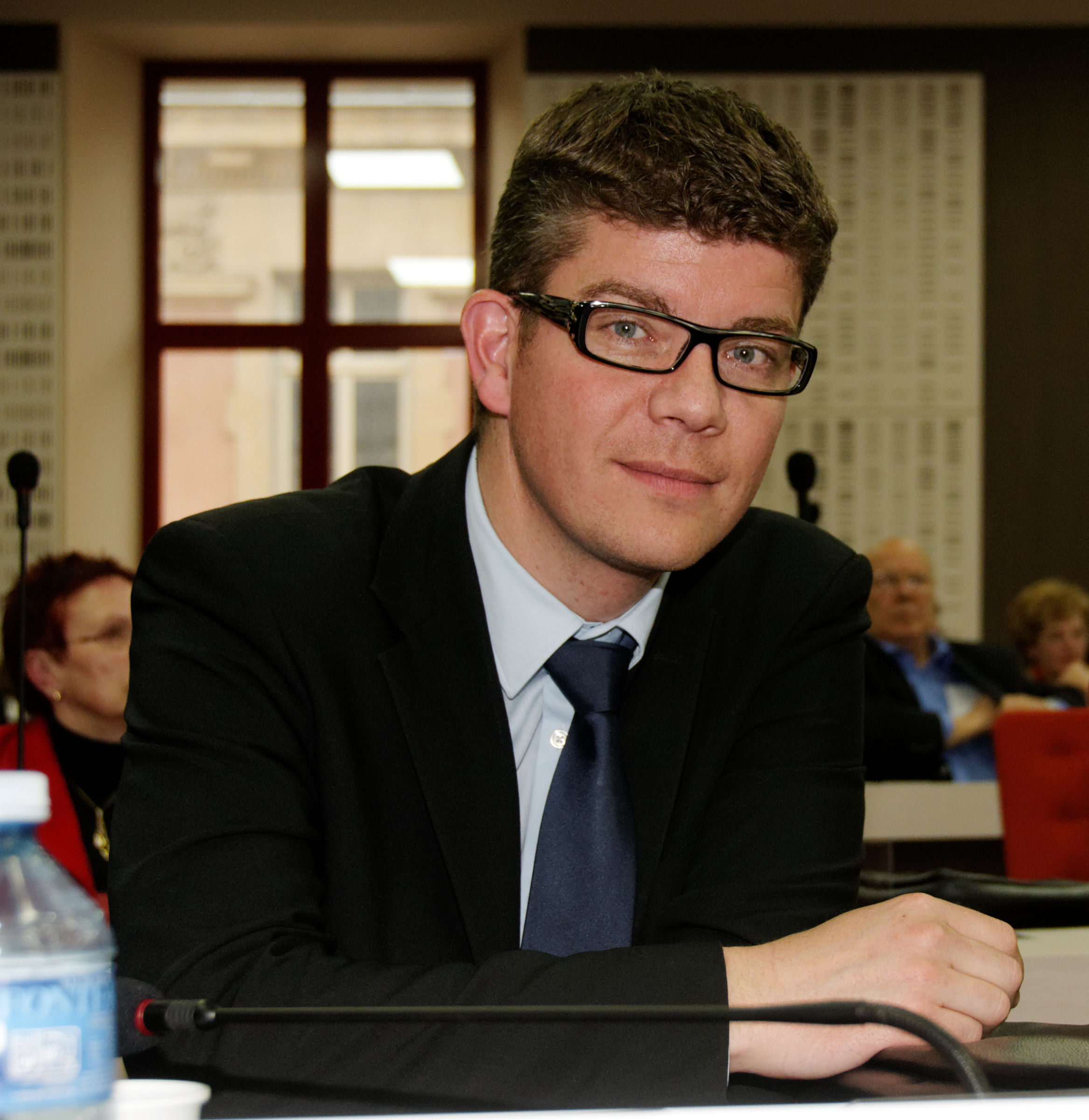
Cédric Perrin, maire de 2008 à 2017.

Le conseil municipal est constitué de 29 élus
Le maire dispose pour le mandat 20124-2020 de huit adjoints, chargés chacun de différentes délégations.

### Liste des maires
| Période      | Période                       | Identité                               | Étiquette | Qualité |
| ------------ | ----------------------------- | -------------------------------------- | --------- | --- |
| 1815         | 1854                          | Frédéric-Guillaume Japy dit Fritz Japy |           | Industriel Conseiller général de Delle (1839 → 1848) |
| 1854         | 1897                          | Adolphe Japy,                          |           | Gérant de la fabrique Japy Frères Conseiller général de Delle (1886 → 1897) Officier de la Légion d'honneur                                                                                              |
| 1897         | 1918                          | Eugène Bornèque                        |           | |
| 1919         | 1937                          | Julien Bornèque                        |           | |
| 1937         | 1945                          | Alfred Péchin                          |           | |
| 1945         | 1955                          | Charles Rigoulot                       |           | |
| 1955         | 1969                          | René Humbert                           |           | Instituteur |
| 1969         | 1977                          | Pierre Coulon                          |           | Bureaucrate |
| mars 1977    | mars 2001                     | Jean Maillard                          | PS        | Instituteur |
| mars 2001    | mars 2008                     | Antoine Morandini                      | DVD       | Directeur bancaire |
| mars 2008    | octobre 2017                  | Cédric Perrin                          | UMP-LR    | Sénateur du Territoire de Belfort (2014 → ) Conseiller général de Beaucourt (2001 → 2015) Vice-président de la CC du Sud Territoire (? → 2017) Démissionnaire à la suite de sa réélection comme sénateur |
| octobre 2017 | En cours (au 14 octobre 2017) | Thomas Biétry                          | LR        | Salarié dans la grande distribution |

### Finances locales
Cette sous-section présente la situation des finances communales de Beaucourt.
Pour l'exercice 2013, le compte administratif du budget municipal de Beaucourt s'établit à  6 719 000 € en dépenses et 7 077 000 € en recettes :
En 2013, la section de fonctionnement se répartit en 4 918 000 €  de charges (961 € par habitant) pour 5 110 000 € de produits (999 € par habitant), soit un solde de 192 000 € (38 € par habitant), :
- le principal pôle de dépenses de fonctionnement est celui des charges de personnels[Note 7] pour une valeur de 2 402 000 € (49 %), soit 469 € par habitant, ratio voisin de la valeur moyenne de la strate. Sur la période 2008 - 2013, ce ratio fluctue et présente un minimum de 428 € par habitant en 2008 et un maximum de 497 € par habitant en 2012 ;
- la plus grande part des recettes est constituée de la dotation globale de fonctionnement (DGF)[Note 8] pour une valeur de 1 204 000 € (24 %), soit 235 € par habitant, ratio supérieur de 16 % à la valeur moyenne pour les communes de la même strate (203 € par habitant). Sur les 6 dernières années, ce ratio fluctue et présente un minimum de 229 € par habitant en 2008 et un maximum de 235 € par habitant en 2013.

Les taux des taxes ci-dessous sont votés par la municipalité de Beaucourt. Ils ont varié de la façon suivante par rapport à 2012 :
- la taxe d'habitation constante 10,17 % ;
- la taxe foncière sur le bâti égale 11,42 % ;
- celle sur le non bâti égale 34,25 %.

La section investissement se répartit en emplois et ressources. Pour 2013, les emplois comprennent par ordre d'importance :
- des dépenses d'équipement[Note 10] pour une valeur de 1 479 000 € (82 %), soit 289 € par habitant, ratio inférieur de 25 % à la valeur moyenne pour les communes de la même strate (385 € par habitant). Sur les 6 dernières années, ce ratio fluctue et présente un minimum de 189 € par habitant en 2011 et un maximum de 289 € par habitant en 2013 ;
- des remboursements d'emprunts[Note 11] pour  283 000 € (16 %), soit 55 € par habitant, ratio inférieur de 30 % à la valeur moyenne pour les communes de la même strate (79 € par habitant).

Les ressources en investissement de Beaucourt se répartissent principalement en :
- subventions reçues pour une somme de 278 000 € (14 %), soit 54 € par habitant, ratio inférieur de 23 % à la valeur moyenne pour les communes de la même strate (70 € par habitant). Depuis 6 ans, ce ratio fluctue et présente un minimum de 49 € par habitant en 2011 et un maximum de 90 € par habitant en 2008 ;
- nouvelles dettes pour une valeur totale de 170 000 € (9 %), soit 33 € par habitant, ratio inférieur de 59 % à la valeur moyenne pour les communes de la même strate (80 € par habitant).

L'endettement de Beaucourt au 31 décembre 2013 peut s'évaluer à partir de trois critères : l'encours de la dette, l'annuité de la dette et sa capacité de désendettement :
- l'encours de la dette pour une somme de 2 910 000 €, soit 569 € par habitant, ratio inférieur de 35 % à la valeur moyenne pour les communes de la même strate (881 € par habitant). En partant de 2008 et jusqu'à 2013, ce ratio fluctue et présente un minimum de 569 € par habitant en 2013 et un maximum de 688 € par habitant en 2011[A2 5] ;
- l'annuité de la dette pour  351 000 €, soit 69 € par habitant, ratio inférieur de 38 % à la valeur moyenne pour les communes de la même strate (112 € par habitant). Depuis 6 ans, ce ratio fluctue et présente un minimum de 44 € par habitant en 2010 et un maximum de 82 € par habitant en 2011[A2 5] ;
- la capacité d'autofinancement (CAF) pour une valeur de 703 000 €, soit 137 € par habitant, ratio inférieur de 24 % à la valeur moyenne pour les communes de la même strate (181 € par habitant). Depuis 6 ans, ce ratio fluctue et présente un minimum de 85 € par habitant en 2012 et un maximum de 137 € par habitant en 2013[A2 6]. La capacité de désendettement est d'environ 4 années en 2013. Sur une période de 13 années, ce ratio présente un minimum d'environ 3 années en 2006 et un maximum d'environ 8 années en 2003.

### Distinctions et labels

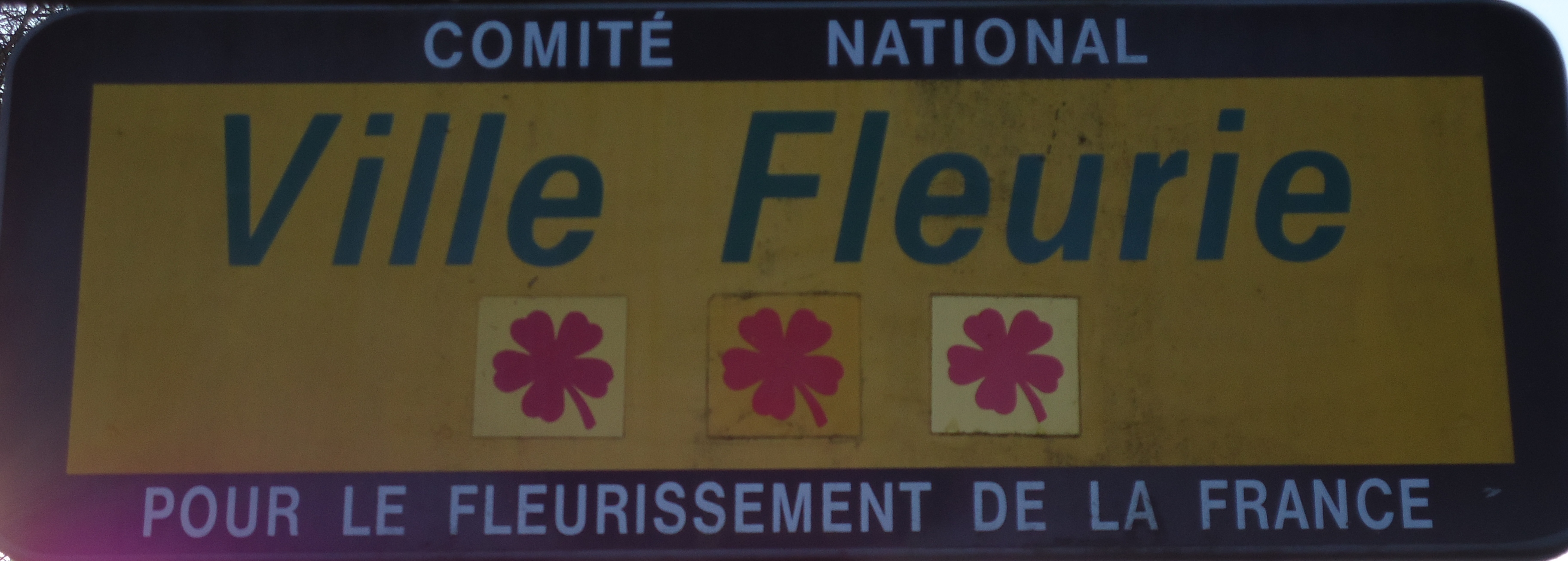
Beaucourt est une ville fleurie possédant 3 Fleurs.

La ville de Beaucourt possède 3 fleurs[Quand ?] au concours des villes et villages fleuris de France[réf. nécessaire]

### Jumelages

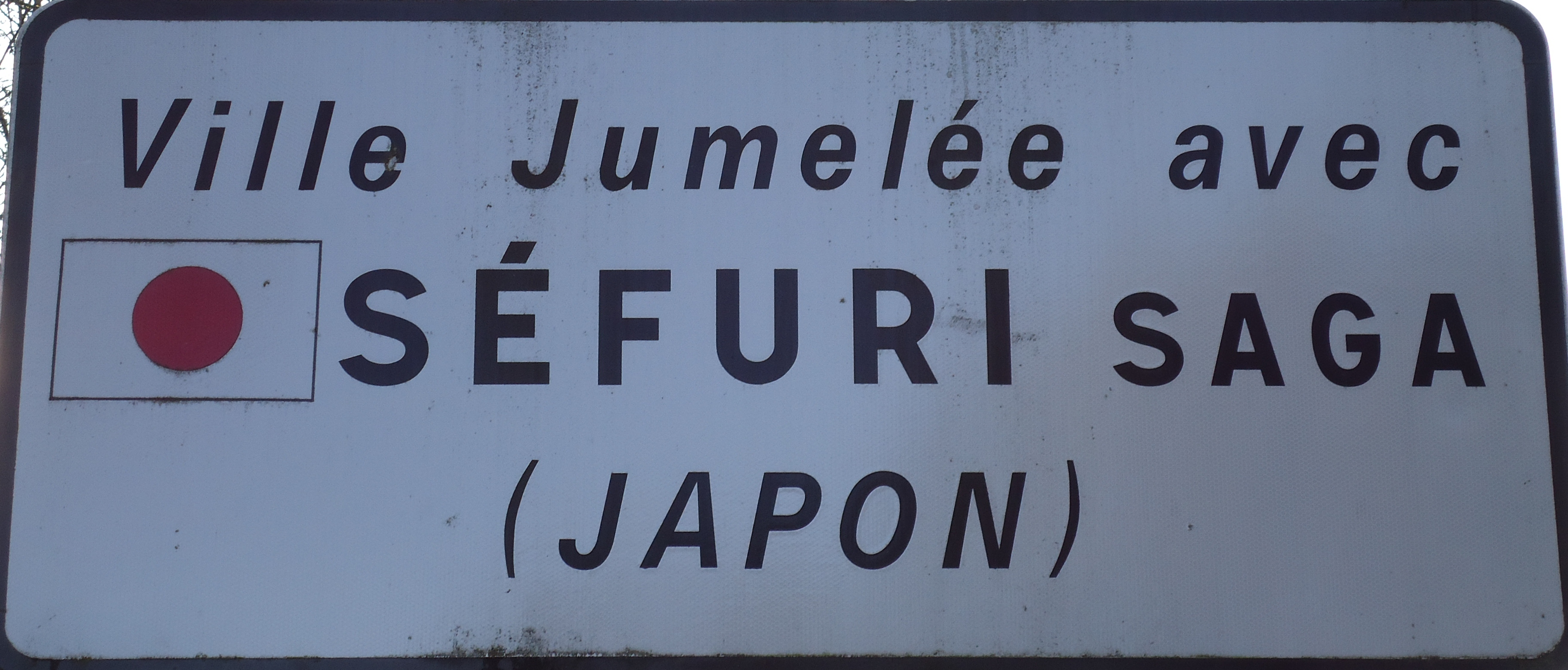
Sefuri, Saga.

Beaucourt est jumelé avec le village de Sefuri de la préfecture de Saga au Japon, aujourd'hui intégré à la ville de Kanzaki. Ce jumelage puise ses origines dans un hasard particulier. André Japy, aviateur de renommée internationale originaire de Beaucourt, s'attaque dès 1936 au record de vitesse Paris-Tokyo. Après plus de 12 000 km de vol, son avion est pris dans une tempête et s'écrase sur le mont Sefuri dans la préfecture de Saga. Plus d'une centaine d'habitants du village, aidés par les pompiers, vont alors se porter à son secours, et se relayer durant plusieurs heures le transport de l'homme gravement blessé, à travers un terrain très difficile d'accès, jusqu'à l'hôpital de l'université Impériale de Fukuoka. En signe de gratitude, la commune de Beaucourt proposera alors le jumelage, en 1996, au petit village de Sefuri.
Depuis le 12 mai 2005 et ce jusqu'en 2014, le jumelage avec le village de Sefuri au Japon qui avait été signé le 27 octobre 1996 est resté « en sommeil »,.
Les objectifs de ce jumelage étaient le renforcement de la compréhension mutuelle et l’amitié entre les deux villes, le développement des échanges culturels et économiques et le développement des régions et de la paix des deux pays. Depuis 2005, la mairie de Beaucourt souhaite renouer un contact officiel, mais en 2008 la commune japonaise n'avait alors toujours pas donné de réponse.

## Population et société

### Démographie

#### Évolution démographique
Le maximum de la population a  été atteint en 1982 avec 5 682 habitants.
L'évolution du nombre d'habitants est connue à travers les recensements de la population effectués dans la commune depuis 1793. Pour les communes de moins de 10 000 habitants, une enquête de recensement portant sur toute la population est réalisée tous les cinq ans, les populations de référence des années intermédiaires étant quant à elles estimées par interpolation ou extrapolation. Pour la commune, le premier recensement exhaustif entrant dans le cadre du nouveau dispositif a été réalisé en 2007.

En 2022, la commune comptait 4 985 habitants, en évolution de −1,25 % par rapport à 2016 (Territoire de Belfort : −2,78 %, France hors Mayotte : +2,11 %).
| 1793 | 1800 | 1806 | 1821  | 1831  | 1836  | 1841  | 1846  | 1851  |
| ---- | ---- | ---- | ----- | ----- | ----- | ----- | ----- | ----- |
| 397  | 397  | 640  | 1 053 | 1 353 | 1 426 | 1 805 | 2 179 | 2 228 |

| 1856  | 1861  | 1866  | 1872  | 1876  | 1881  | 1886  | 1891  | 1896  |
| ----- | ----- | ----- | ----- | ----- | ----- | ----- | ----- | ----- |
| 2 602 | 2 966 | 3 545 | 4 314 | 4 505 | 4 210 | 4 439 | 4 514 | 4 538 |

| 1901  | 1906  | 1911  | 1921  | 1926  | 1931  | 1936  | 1946  | 1954  |
| ----- | ----- | ----- | ----- | ----- | ----- | ----- | ----- | ----- |
| 4 526 | 4 583 | 4 465 | 4 157 | 4 259 | 4 206 | 3 537 | 3 771 | 4 170 |

| 1962  | 1968  | 1975  | 1982  | 1990  | 1999  | 2006  | 2007  | 2012  |
| ----- | ----- | ----- | ----- | ----- | ----- | ----- | ----- | ----- |
| 4 570 | 4 924 | 5 521 | 5 682 | 5 569 | 5 348 | 5 055 | 5 013 | 5 153 |

| 2017  | 2022  | - | - | - | - | - | - | - |
| ----- | ----- | - | - | - | - | - | - | - |
| 5 007 | 4 985 | - | - | - | - | - | - | - |

Le développement rapide au cours du XIXe siècle, dû à l'industrialisation, multiplia le nombre d'habitants par 22 en 70 ans.
Après le déclin de l'industrie Japy, Beaucourt a subi la perte de nombre de ses commerces, ce qui est principalement dû au vieillissement la population beaucourtoise, devenue moins active.

#### Pyramide des âges
En 2018, le taux de personnes d'un âge inférieur à 30 ans s'élève à 34,2 %, soit en dessous de la moyenne départementale (35,7 %). À l'inverse, le taux de personnes d'âge supérieur à 60 ans est de 27,8 % la même année, alors qu'il est de 25,9 % au niveau départemental.
En 2018, la commune comptait 2 432 hommes pour 2 582 femmes, soit un taux de 51,50 % de femmes, légèrement supérieur au taux départemental (50,29 %).
Les pyramides des âges de la commune et du département s'établissent comme suit.
| Hommes | Classe d’âge | Femmes |
| ------ | ------------ | ------ |
| 0,9    | 90 ou +      | 3,4    |
| 7,5    | 75-89 ans    | 11,0   |
| 15,9   | 60-74 ans    | 16,6   |
| 18,8   | 45-59 ans    | 18,7   |
| 20,7   | 30-44 ans    | 17,9   |
| 17,0   | 15-29 ans    | 15,0   |
| 19,3   | 0-14 ans     | 17,4   |

| Hommes | Classe d’âge | Femmes |
| ------ | ------------ | ------ |
| 0,6    | 90 ou +      | 2      |
| 6,8    | 75-89 ans    | 9,6    |
| 16,4   | 60-74 ans    | 17,9   |
| 20,1   | 45-59 ans    | 19,9   |
| 18     | 30-44 ans    | 18     |
| 20,2   | 15-29 ans    | 15,8   |
| 17,9   | 0-14 ans     | 16,8   |

### Enseignement

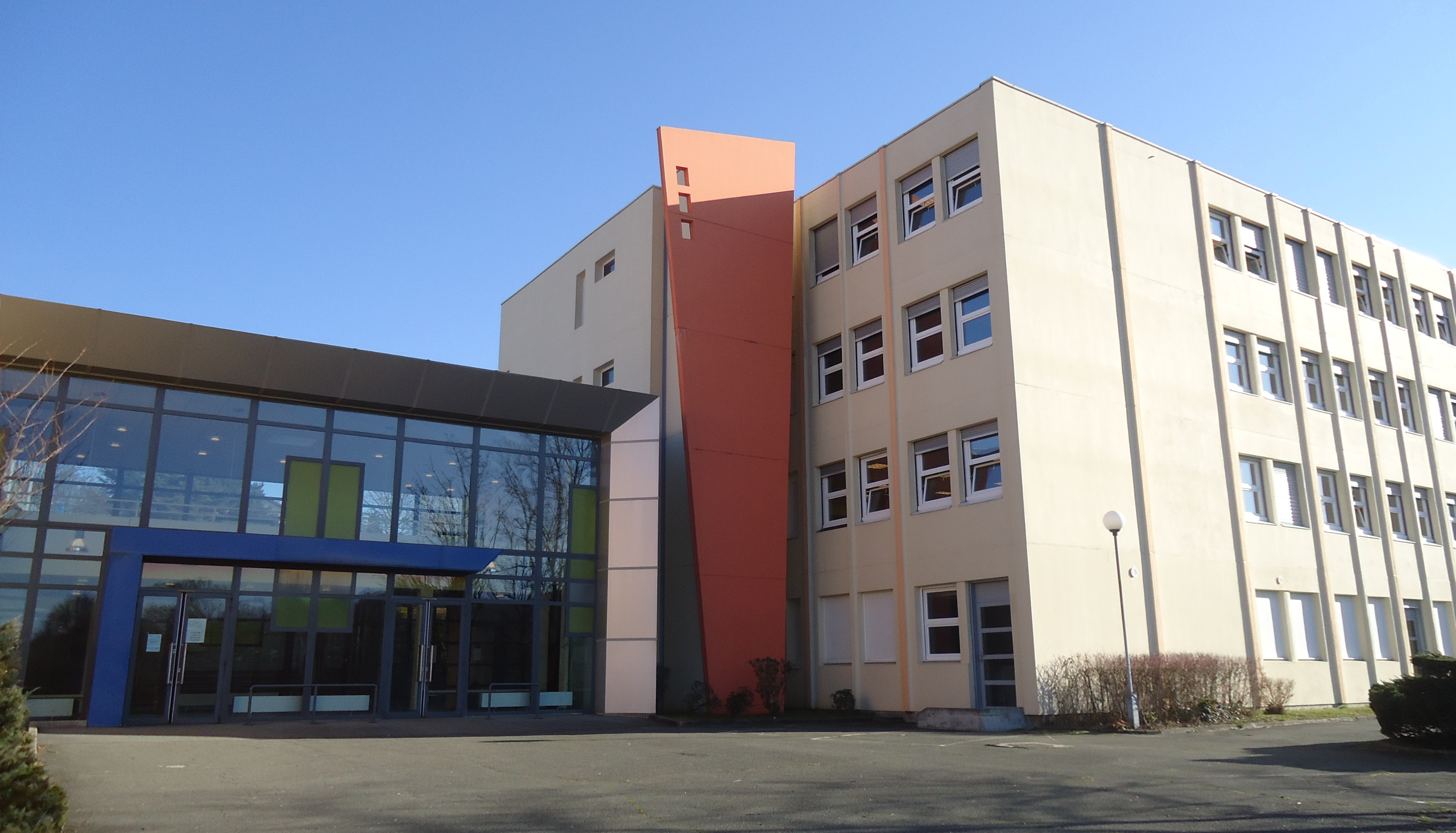
Collège Saint-Exupéry.

La commune de Beaucourt est située dans l'académie de Besançon, et administre en 2012 trois écoles maternelles (Bornèque, Les Canetons et les Oisillons) et trois écoles élémentaires (Frédéric-Bolle, Les Canetons et Roger-Salengro) communales.
Le département gère le collège Saint-Exupéry.

### Équipements culturels
La ville de Beaucourt possède trois équipements culturels principaux, tous trois mis en place sous le mandat de Jean Maillard : le foyer Georges-Brassens (inauguré en 1982), la médiathèque municipale (1978) et l'école municipale de musique et d'arts plastiques (1991), auxquels il faut ajouter le musée Japy (1986).

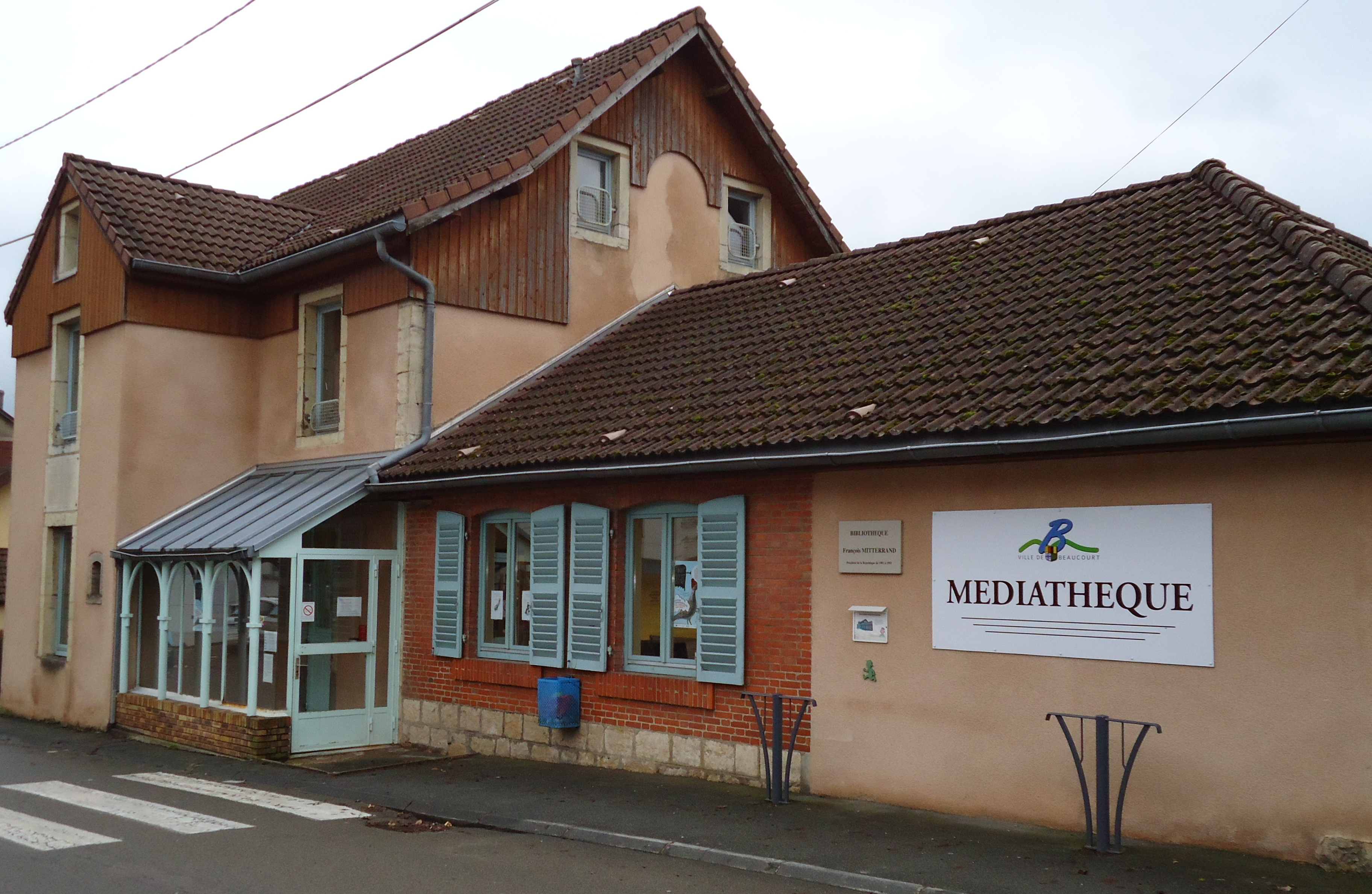
Médiathèque municipale

À l'époque, il existe deux bibliothèques privées à Beaucourt : la « Bibliothèque des Cèdres » (dans le château des Cèdres qui a brûlé dans les années 1970) gérée par le comité d'entreprise et une bibliothèque de la paroisse catholique. Poussé par la volonté des habitants,, le conseil municipal donne son accord en 1977 et confie la mise en route d'une bibliothèque municipale à une équipe de bénévoles animée par Nolly Maillard, équipement inauguré en 1978.
L'École municipale de musique et d'arts plastiques (EMMAP) est née d'une quadruple convergence : le succès de l’Été Musical[Quoi ?] et la participation croissante des habitants croissante des habitants, la forte demande des Beaucourtois d'accéder à une formation musicale de qualité et de proximité, la cessation d'activité de divers cours (Atelier de musique de la Maison pour Tous ou de l'Harmonie) et la volonté des élus de permettre l'enseignement de la musique dans une structure de type conservatoire amènent la réflexion de la création d'une école. Le conseil municipal lance en 1991 le projet d'une école municipale de musique et d'arts plastiques. Ouverte en octobre 1991, elle est créée par la municipalité en collaboration avec l'École Nationale de Musique et l'Association Musée-Beaux-Arts de Belfort.

### Manifestations culturelles et festivités

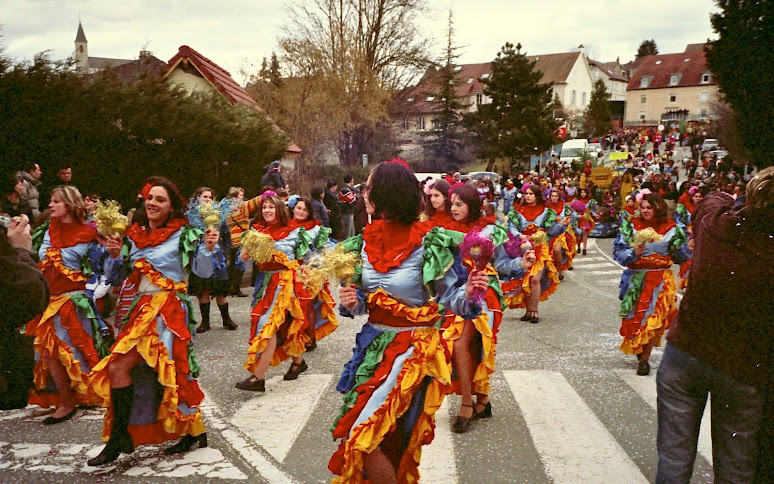
Les majorettes du Twispeel Group lors du carnaval de 2006.

Avec le soutien de la ville, l'association Beaucourt en Fête organise les grandes animations populaires offertes aux Beaucourtois : Exposition en février, carnaval en mars, fête de la musique en juin, marché de Noël en extérieur et concours de décoration des maisons et immeubles en décembre, mais aussi concerts et soirées dansantes au foyer Georges-Brassens. L'association compte dans ses rangs une trentaine de membres qui partage son savoir-faire pour organiser diverses manifestations. Organisé par Beaucourt en fête, le carnaval se déroule tous les ans (sauf en 2010 et 2011) au mois de mars avec un thème particulier : la bande-dessinée (2006), les métiers (2007), l'histoire (2008), le sport (2009), etc.
Depuis 2009, des artistes sont invités à exposer des œuvres originales et de qualité lors de la manifestation culturelle Japy Factory, faisant « revivre » pendant quinze jours les usines Fonteneilles. En parallèle de l’exposition, de nombreuses animations se déroulent : concerts, visites guidées théâtralisées, vide-grenier, véhicules anciens… De son côté, le musée Japy organise des expositions temporaires tous les six mois en plus de l'exposition annuelle.

### Santé

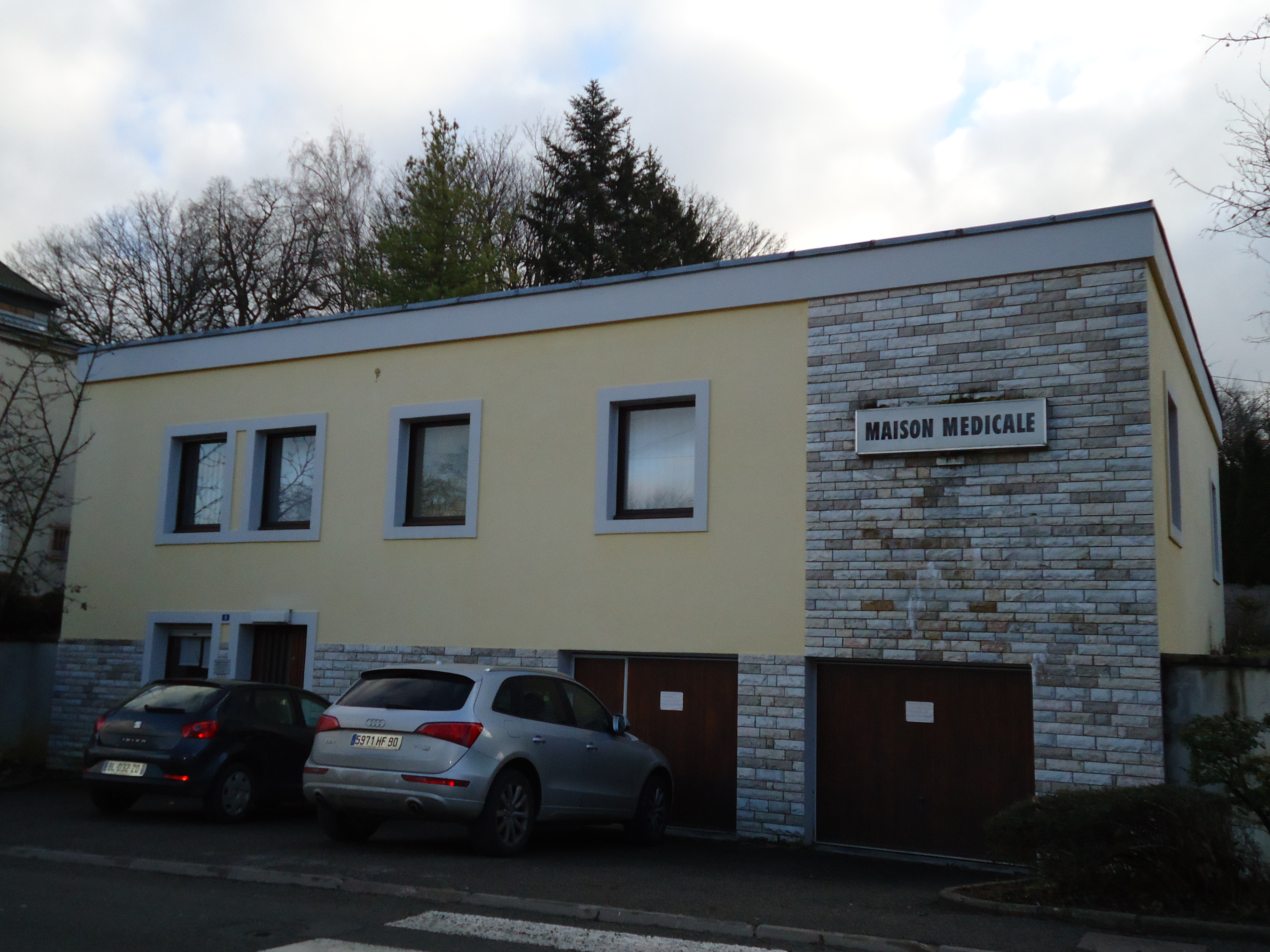
Maison médicale

Beaucourt possède une maison médicale, rue Frédéric Japy, comprenant deux médecins généralistes. Il y a aussi deux pharmacies au Centre-ville. La ville possède aussi deux maisons de retraite (Maison Belot, Maison Blanche) gérées par la Fondation Arc-en-ciel. Ces deux maisons de retraite vont être regroupées dans un nouveau bâtiment d'ici juin 2012. L’appellation restera la même : Maison Blanche. L'hôpital le plus proche est l'hôpital Nord Franche-Comté.

### Sports
Afin de permettre la pratique sportive qui est très présente à Beaucourt, la ville a consacré beaucoup d'installations sportives à ses habitants[réf. nécessaire] :
- salle omnisports municipale (gymnase) ;
- champ de Mars (terrain de foot stabilisé) : son nom vient probablement de la couleur rouge du terrain ;
- terrains du club de football ;
- boulodrome : inutilisé depuis des années, il sert actuellement au stationnement des bus de la commune ;
- terrains de tennis extérieurs (en projet de démolition) ;
- terrains de tennis extérieurs (en projet de construction) ;
- terrains de tennis couverts ;
- gymnase Jacques-Vernier : ce bâtiment fut nommé en hommage à Jacques Vernier en 1982, un ancien gymnaste du club ;
- piste d'Athlétisme Guy-Valker : elle fut baptisée en l'honneur de Guy Valker en 2002 qui fut l'un des présidents du club d'Athlétisme ;
- terrain multisport (synthétique) surnommé City stade.

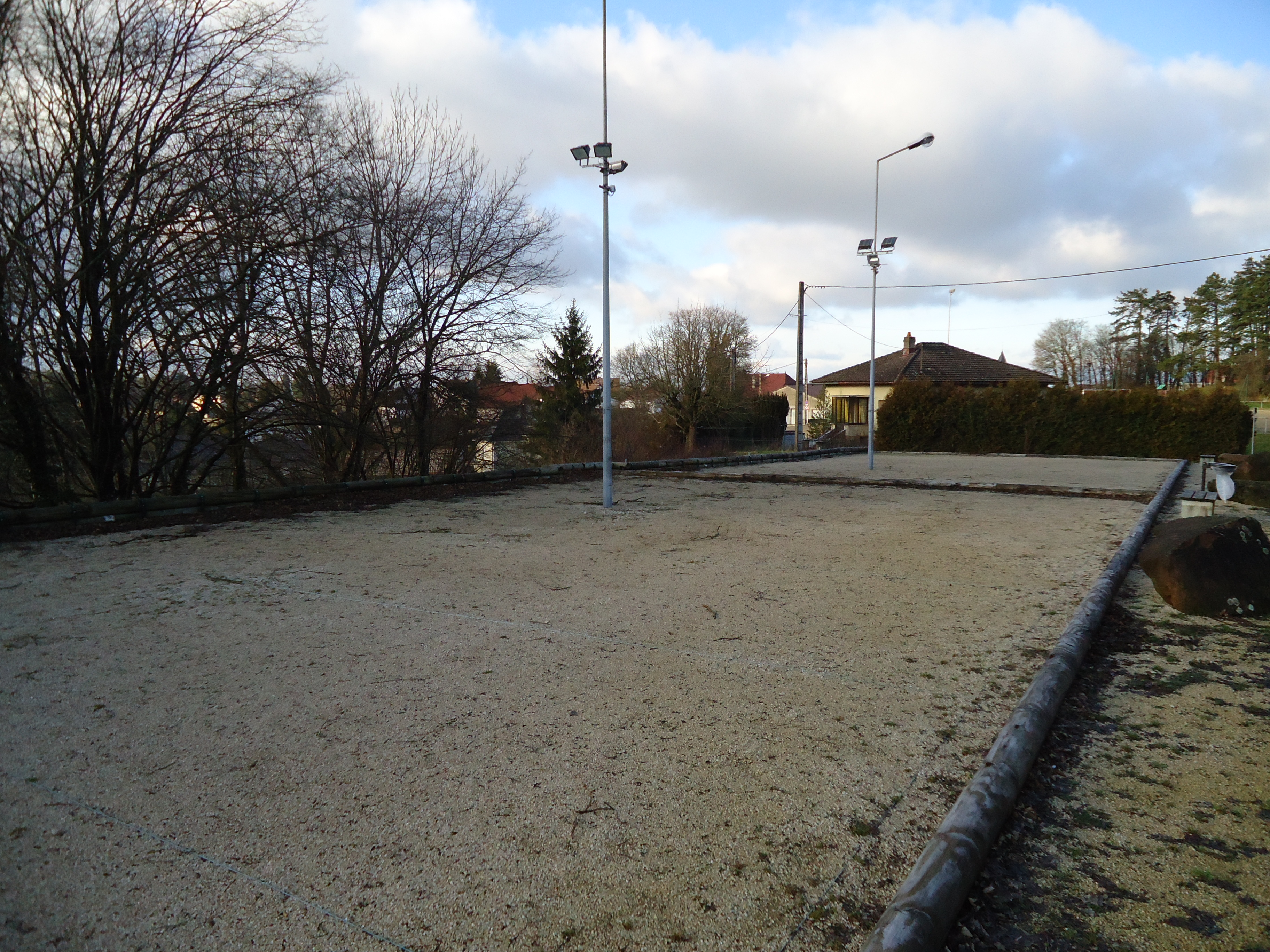
Boulodrome.
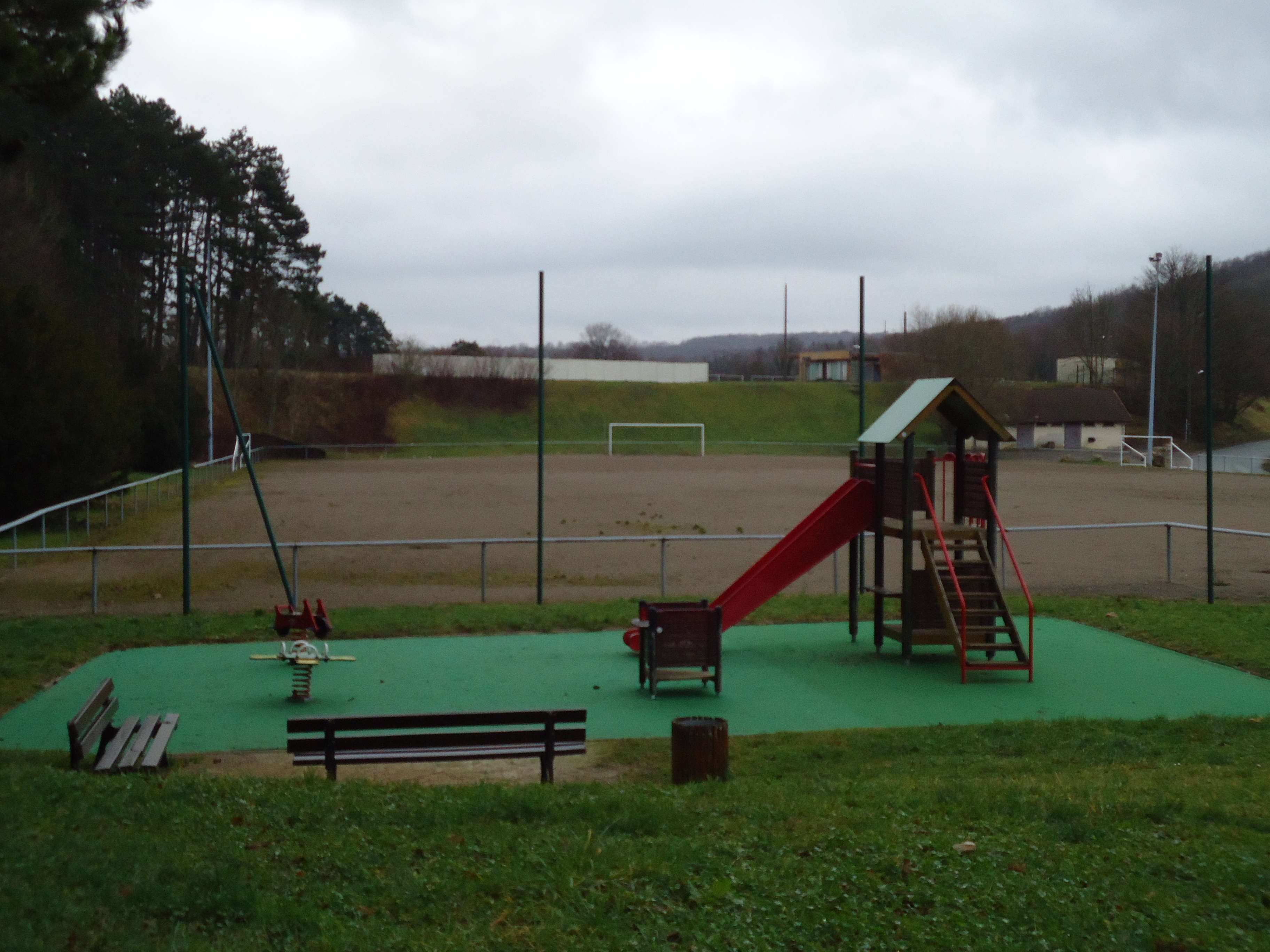
Champ de Mars.
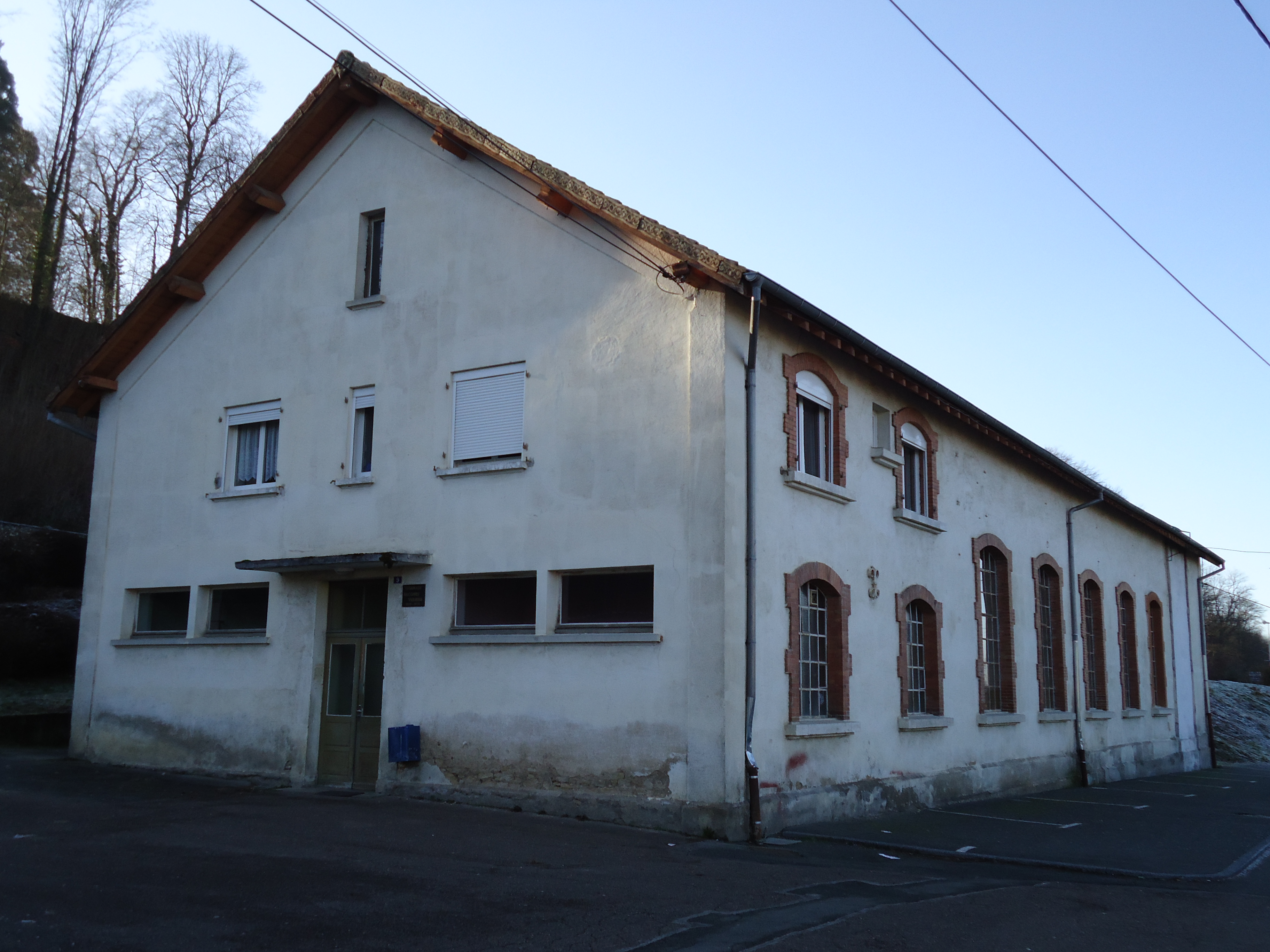
Gymnase Jacques-Vernier.
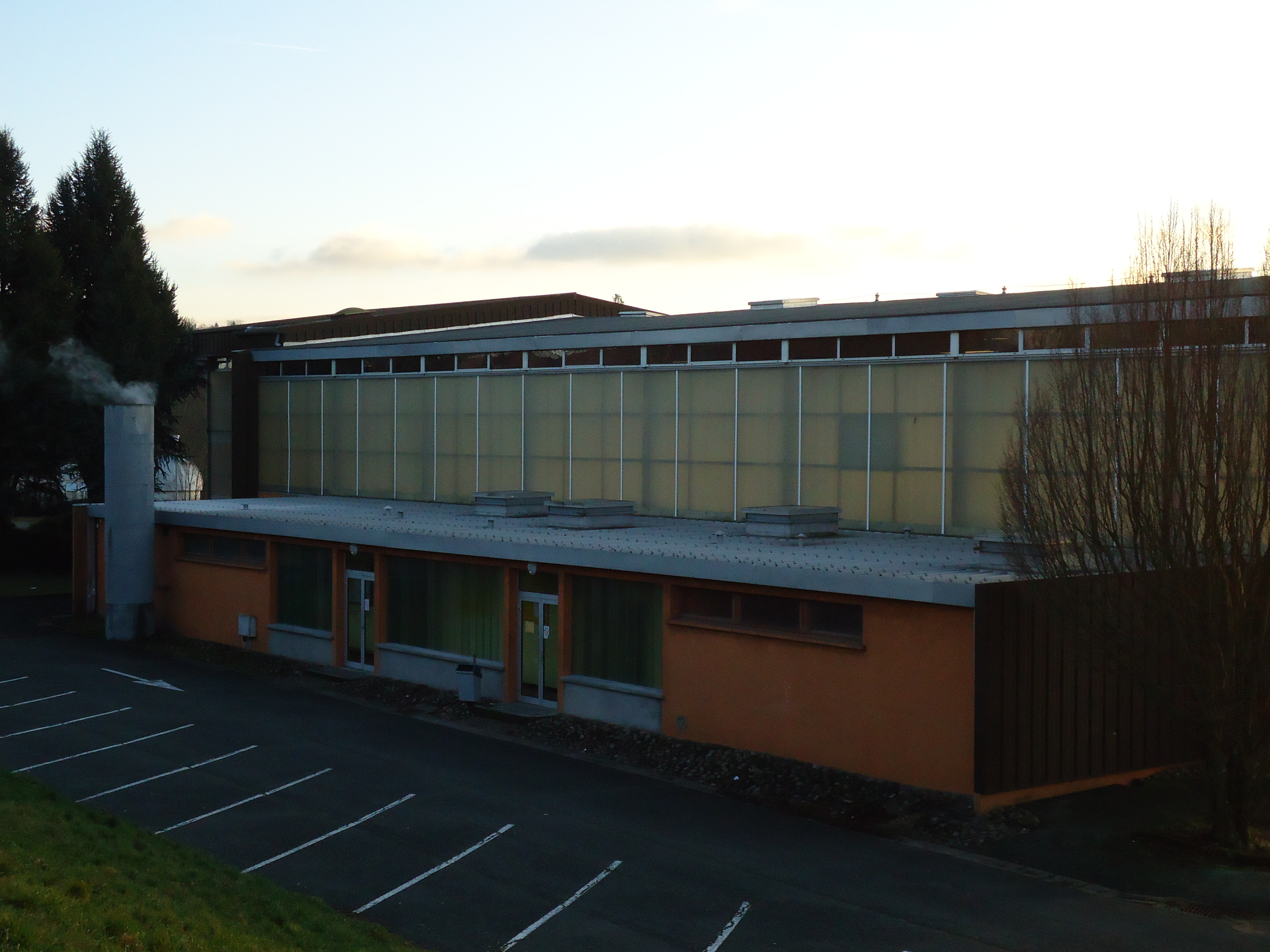
Salle omnisports.
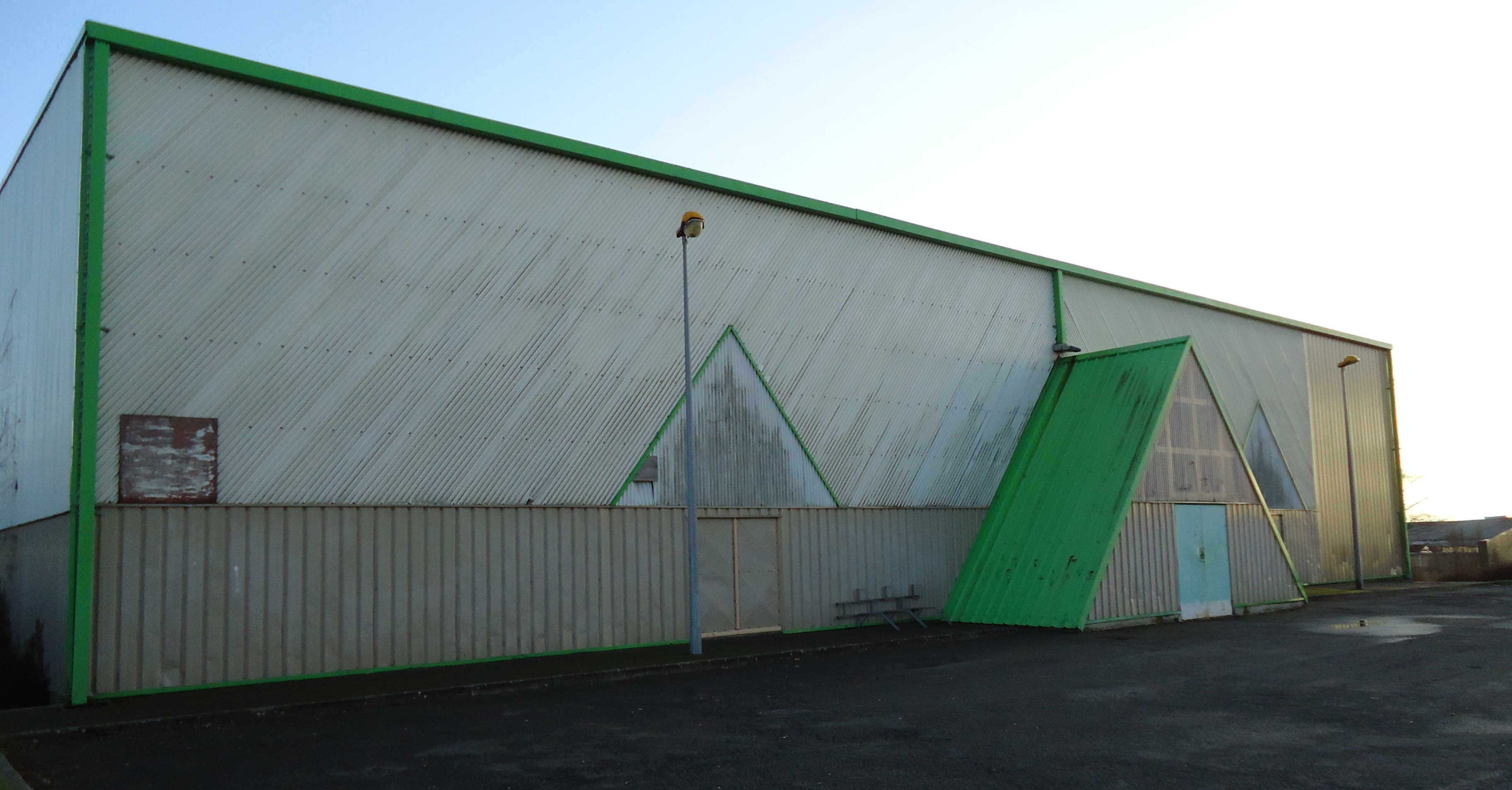
Tennis couverts.

### Cultes
En 2012, les Beaucourtois disposent de lieux de culte catholique, musulman et protestant.
Au sein du diocèse de Belfort, la commune de Beaucourt dépend de la paroisse Jean-Paul II du doyenné de Beaucourt-Delle dont le lieu de culte est l’église Saint-François de Sales.
L'association culturelle musulmane de Beaucourt administre la mosquée Abou Bakr.
La communauté liée à l'Église évangélique luthérienne de France dispose à Beaucourt d'un lieu de culte au sein du consistoire d'Audincourt.

## Économie

### Revenus de la population et fiscalité
En 2009, le revenu fiscal médian par ménage était de 16 933 €, ce qui plaçait Beaucourt au 18 497e rang parmi les 31 604 communes de plus de 50 ménages en métropole.

### Emploi
En 2008, l'emploi total (salarié et non salarié) au lieu de travail est de 1 444 dont la majorité sont des ouvriers. Sur l'ensemble des employés, 94,5 % sont salariés et seulement 5,5 % ne le sont pas. Le taux d'activité des 15 à 64 ans est de 71,6 % et le taux de chômage des 15 à 64 ans est de 14,4 %. Les secteurs d'activité majoritaire sont l'administration publique, l'enseignement, la santé, et l'action sociale avec 36,7 % suivis de près par l'industrie avec 35,3 %.

### Entreprises et commerces
Actuellement[Quand ?], la principale usine de Beaucourt est la C.E.B (Constructions Électriques de Beaucourt) qui fabrique des moteurs électriques. En outre, un nombre important d'artisans et de petits industriels sont installés dans la commune. La zone artisanale Les Popins est partagée avec la commune de Dampierre-les-Bois. Le marché hebdomadaire se déroule passage Mendès-France tous les jeudis matin.
Usine des Fonteneilles

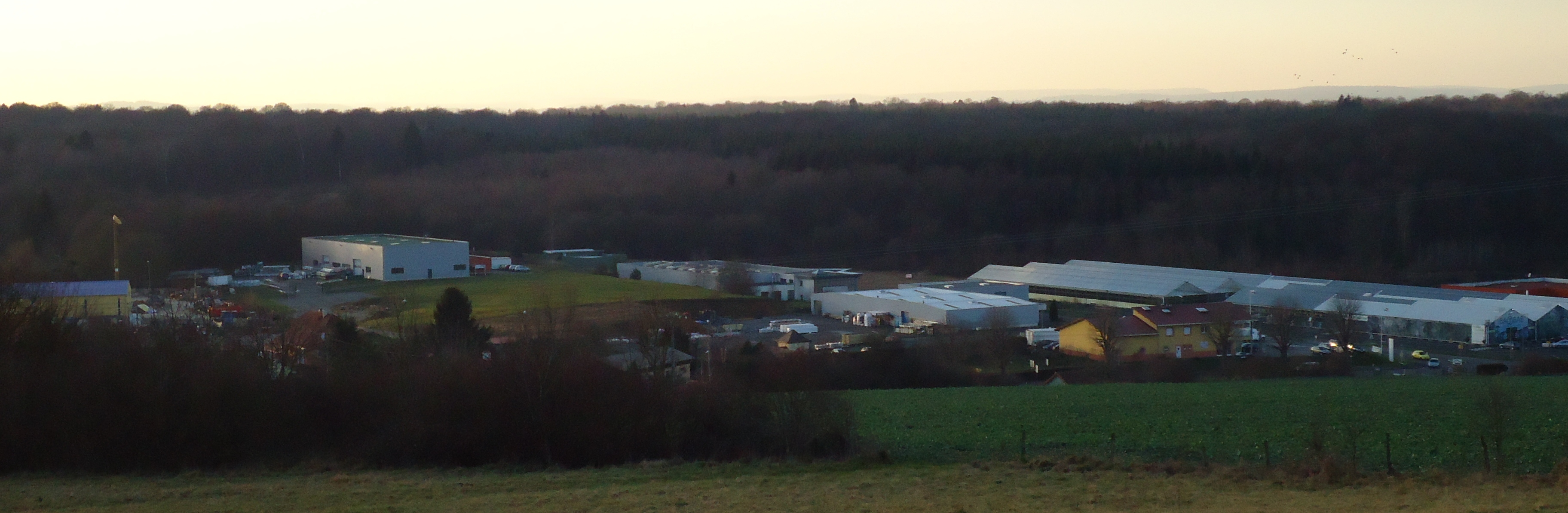
La zone artisanale Les Popins est partagée avec Dampierre-les-Bois.

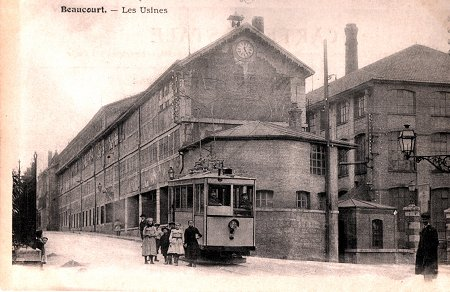
Usine des Fonteneilles à la fin du XIXe siècle.

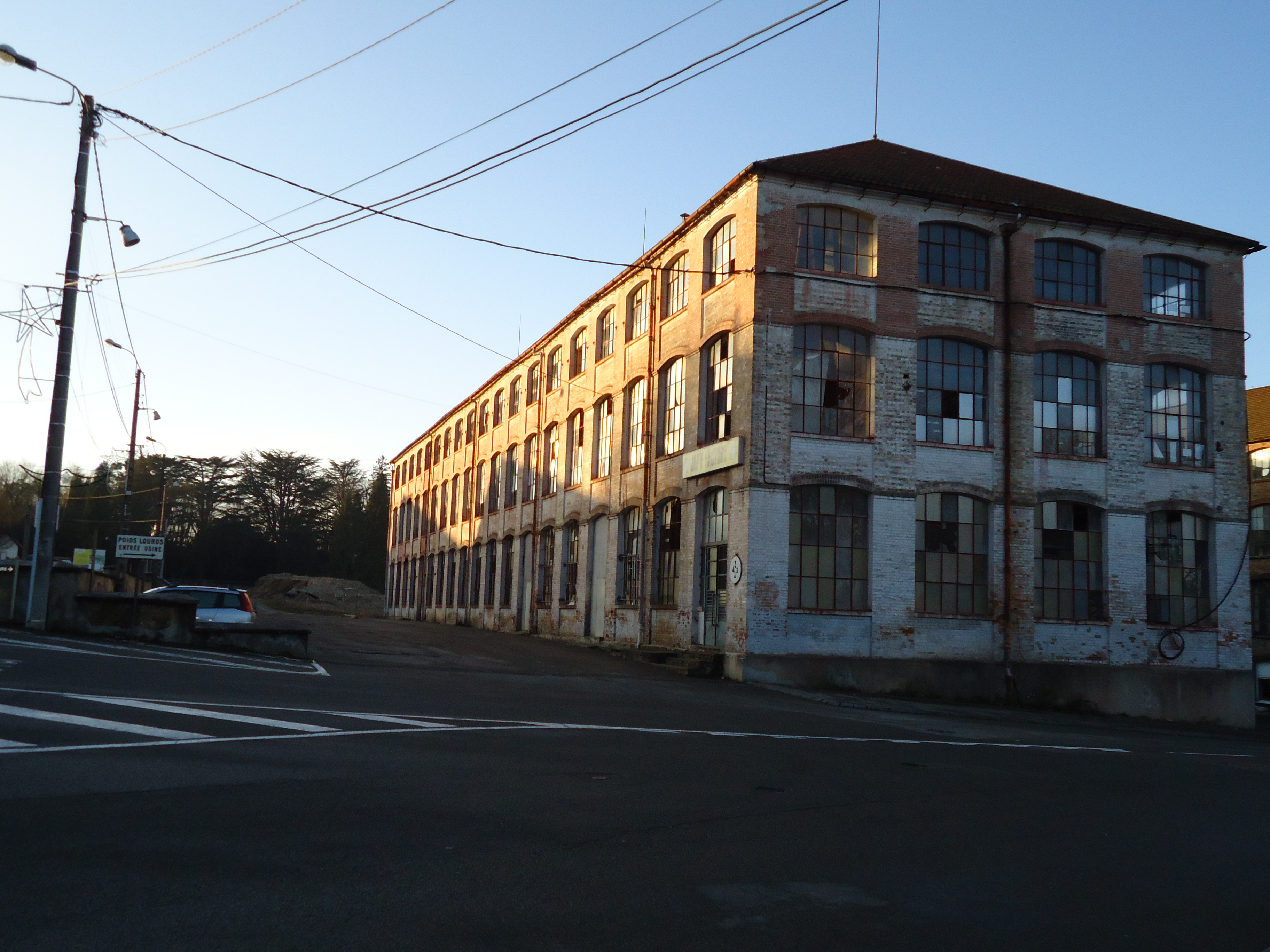
Usine des Fonteneilles en 2012.

L'usine des Fonteneilles, ou Nouvelle fabrique, est édifiée en 1806-1807 à l'ouest de la Pendulerie. L'établissement, dont la force motrice est assurée par un manège à chevaux, accueille de nouveaux ateliers de fabrication d'ébauches de montres, mais aussi des ateliers de quincaillerie (production de vis à bois). Détruite par un incendie le 23 janvier 1881 (à l'exception du bâtiment à étages longeant la route de Dasle), l'usine est reconstruite peu après par la société d'ingénierie lilloise E. et P. Sée, spécialisée dans la construction de bâtiments industriels incombustibles. Elle est composée de trois corps de bâtiment en brique, disposés en U, les ateliers se répartissant sur un étage de soubassement et deux étages carrés. Tous les poteaux de fonte du rez-de-chaussée portent l'inscription moulée « E. & P. See - Lille ». Des ateliers en rez-de-chaussée viennent occuper la cour de l'usine en 1890 ou 1898. Au début du siècle, la production s'étend de la petite et grosse horlogerie aux moteurs à pétrole, à gaz et électriques puis, à partir de 1910, aux machines à écrire. Ayant exploité à ses débuts la licence Remington, Japy choisit, après la Seconde Guerre mondiale, la licence suisse Hermès-Paillard.
L'éclatement des Établissements Japy Frères (créés en 1928) donne naissance en 1954-1955 à quatre sociétés indépendantes, dont la société de Mécanographie Japy, qui reprend les activités de l'ancien département Machines à écrire. Toute la fabrication de ces machines, dont l'usinage des pièces s'effectuait à Beaucourt et le montage à Arcueil, est regroupée dans l'usine des Fonteneilles. Cette dernière connaît d'importants travaux de rénovation, la construction de vastes ateliers de fabrication en 1956-1957, et la destruction de bâtiments anciens. En 1961, la production atteint 40 000 machines à écrire standard de bureau et 35 000 machines portatives, ainsi que des duplicateurs à alcool. Leur fabrication prend fin en 1971, l'entreprise étant rachetée par la société Hermès-Paillard. Les bâtiments sont ensuite occupés par la société Unelec (filiale d'Alsthom, descendant de la société d'Électromécanique Japy) où s'effectuent l'usinage, le bobinage et le montage des petits moteurs, et devient également centre de gestion du département Moteurs Industriels. En 2008, la société de Constructions Électriques de Beaucourt (CEB), successeur d'Unelec, est propriétaire de l'usine. La quasi-totalité des bâtiments est sans affectation, à l'exception de quelques espaces de stockage qu'elle utilise, et d'une petite entreprise de découpage et d'emboutissage métallurgique. L'usine accueille l'exposition annuelle Japy Factory organisée par la municipalité de la ville. On compte 1 200 employés en 1969, et 630 en 1977.

#### Constructions électriques de Beaucourt (CEB)
Spécialisée dans la production de matériel électrique, l'usine des Prés est construite en 1920-1921 par les architectes Walter et Bernard, et l'entrepreneur belfortain Tournesac. Couvrant 12 000 m2, elle comprend, outre les espaces de production, un réfectoire, une salle de repos, une infirmerie et des douches. Conçue pour la fabrication en série des moteurs électriques de moyenne puissance et des rhéostats, alternateurs, convertisseurs de fréquence, groupes Ward Leonard, l'usine comprend un atelier d'usinage des carcasses et des pièces composant les moteurs (abritant tours verticaux, raboteuses, aléseuses, machines à rectifier, mortaiseuses, fraiseuses), un atelier de tôlerie, d'outillage et un atelier électro-technique (imprégnation, bobinage, montage et essais). L'usine est fortement modifiée après la Seconde Guerre mondiale. L'éclatement des Établissements Japy Frères (créés en 1928) donne naissance à quatre sociétés indépendantes, dont la société d'Électromécanique Japy en 1955, qui poursuit la fabrication des moteurs électriques, alternateurs, convertisseurs, mais aussi des machines tournantes électriques, pompes semi-rotatives pour eau et hydrocarbures.

## Culture locale et patrimoine

### Lieux et monuments

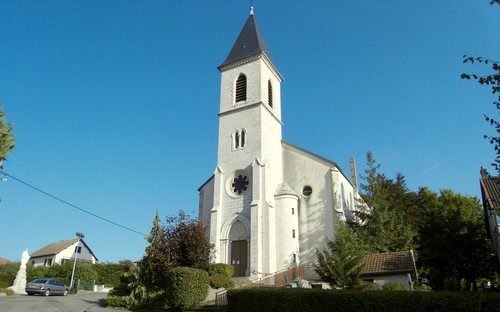
Église Saint-François de Sales.

- Église Saint François de Sales

En 1868, les travaux de l’église Saint-François de Sales, (dessinée par l’architecte Aristide Poisat et construite par l’entrepreneur Joseph Colard) peuvent commencer. Couverte en 1860, elle est bénie cinq ans plus tard, mais ne possède alors pas d’ornementation intérieur. La première cloche, achetée à Goussel, de Metz, pèse 750 kg. Elle est installée dans un clocher provisoire et sonne pour la première fois le 8 juin 1866. L’édifice n’est véritablement achevé qu’en 1900. Depuis les années 1990, plusieurs parties de l’église sont classées « monuments historiques » : le maître autel, l’ensemble sculpté de Dreyer, la chaire, les boiseries et le confessionnal.
L'église abrite également un orgue de moyenne stature, faisant office de clavier lors des célébrations, ayant été restaurée plusieurs fois du fait de son grand âge.

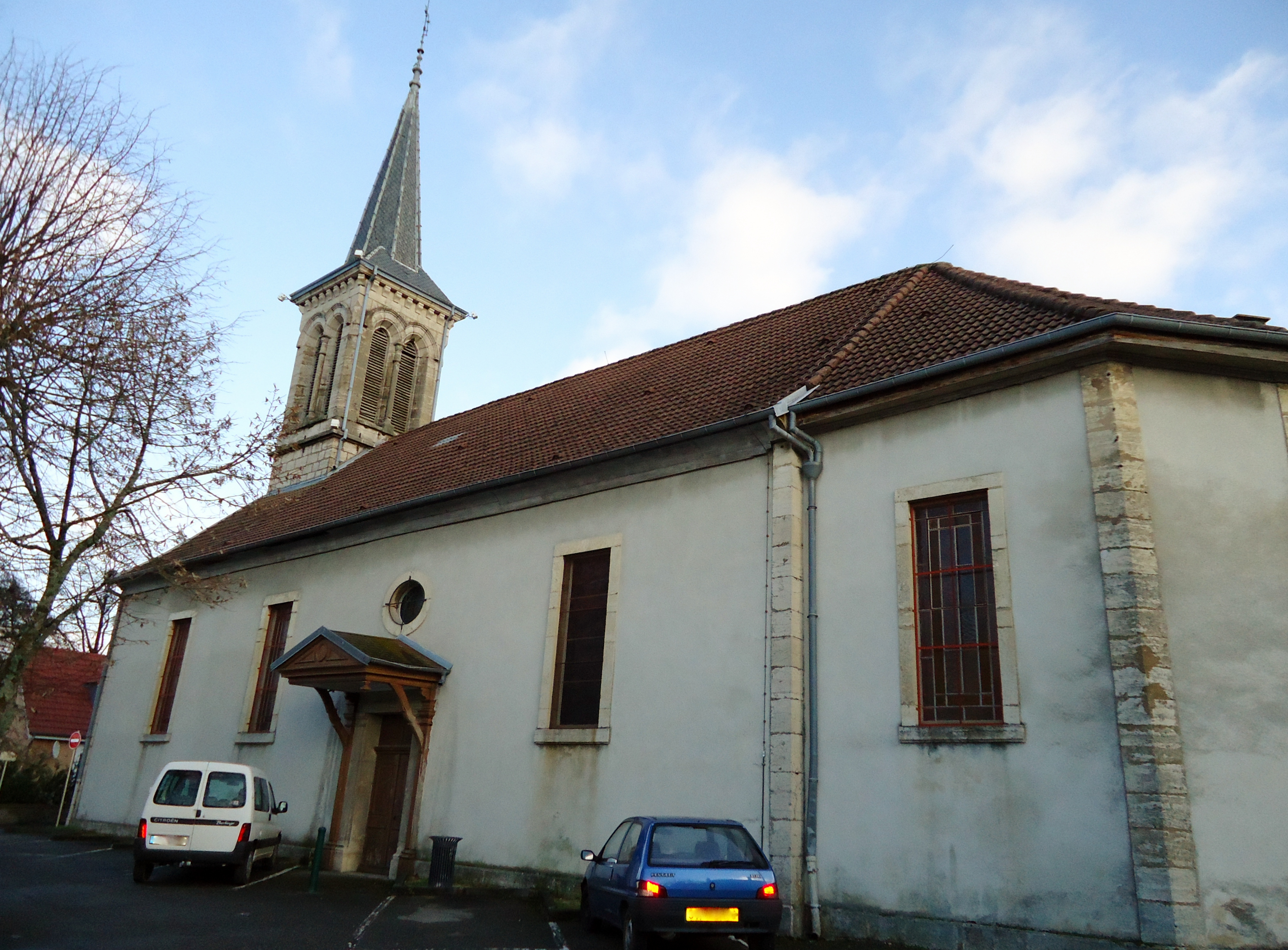
Temple luthérien.

- Temple luthérien

En 1813, la société Japy Frères et Cie participe financièrement à la construction d’un temple protestant situé sur l’une des deux collines de Beaucourt au lieu-dit « Chatillon ». Le Temple et son clocher furent construits en 1812 et 1815 sur les fonds particuliers de la famille Japy. La tour-clocher est prise dans la masse du bâtiment et porte l’inscription « Ceci est la maison de Dieu ». Le clocher est surmonté d’un coq, d’une girouette, et d’un paratonnerre. Une porte principale en façade, une porte latérale avec auvent donnant sur la cour des tilleuls et sur le parking. L’ensemble comprend une nef, un chœur et une sacristie apparue en 1876 . Quatre fenêtres rectangulaires, trois œils-de-bœuf sont situés au-dessus des portes. Trois vitraux historiés (les paraboles) construits en 1924 par Albert Gerrer. La tribune forme un « U », imposante, montée sur piliers en fonte et abritant les orgues à un clavier qui est une œuvre du facteur Woetzel de Strasbourg (1856). Le plafond est quadrillé en latte décorative et la cloche porte la date du 11 juin 1882. Concernant le mobilier, une table de communion de genre caisse à bois surmonté d’une croix et d’un crucifix provient de l’abbaye de Bellay (don de la famille Japy). De part et d’autre de la table de communion, se trouvent les pierres tombales de Frédéric Japy et de son épouse Suzanne Catherine Amstutz. Un lustre et une chaire se situent côté gauche de la nef sans abat-voix. Un lutrin porte la bible dédicacée en 1902 (don de Mme Octave Japy). Une plaque commémorative rend hommage aux victimes des Première et Seconde Guerres mondiales.
- Cimetières : Le cimetière des Pins accueille les défunts de confession catholique tandis que le cimetière de la Charme accueille les défunts de confession protestante dont beaucoup d'ancêtres de la dynastie Japy.

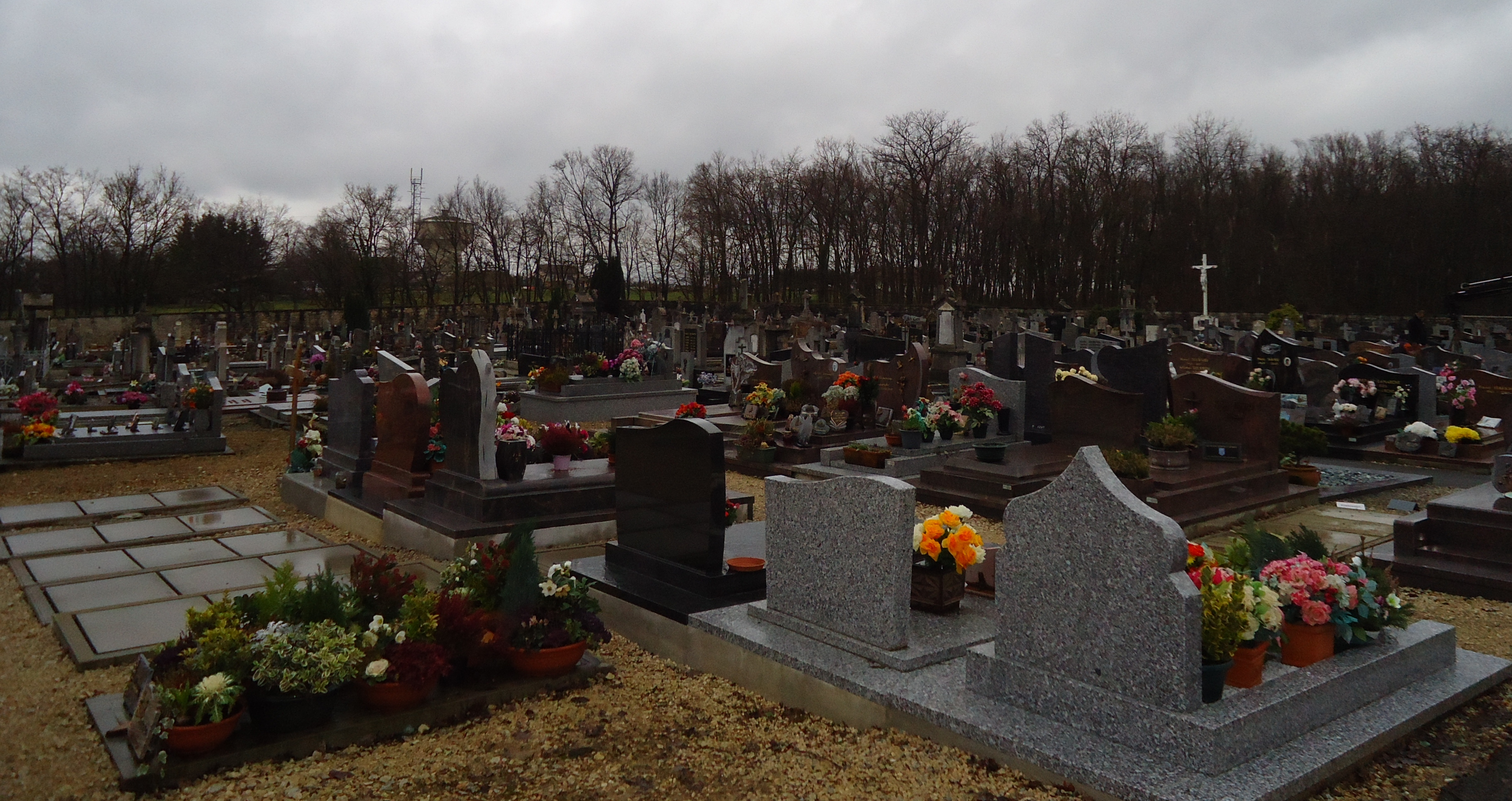
Cimetière des Pins.
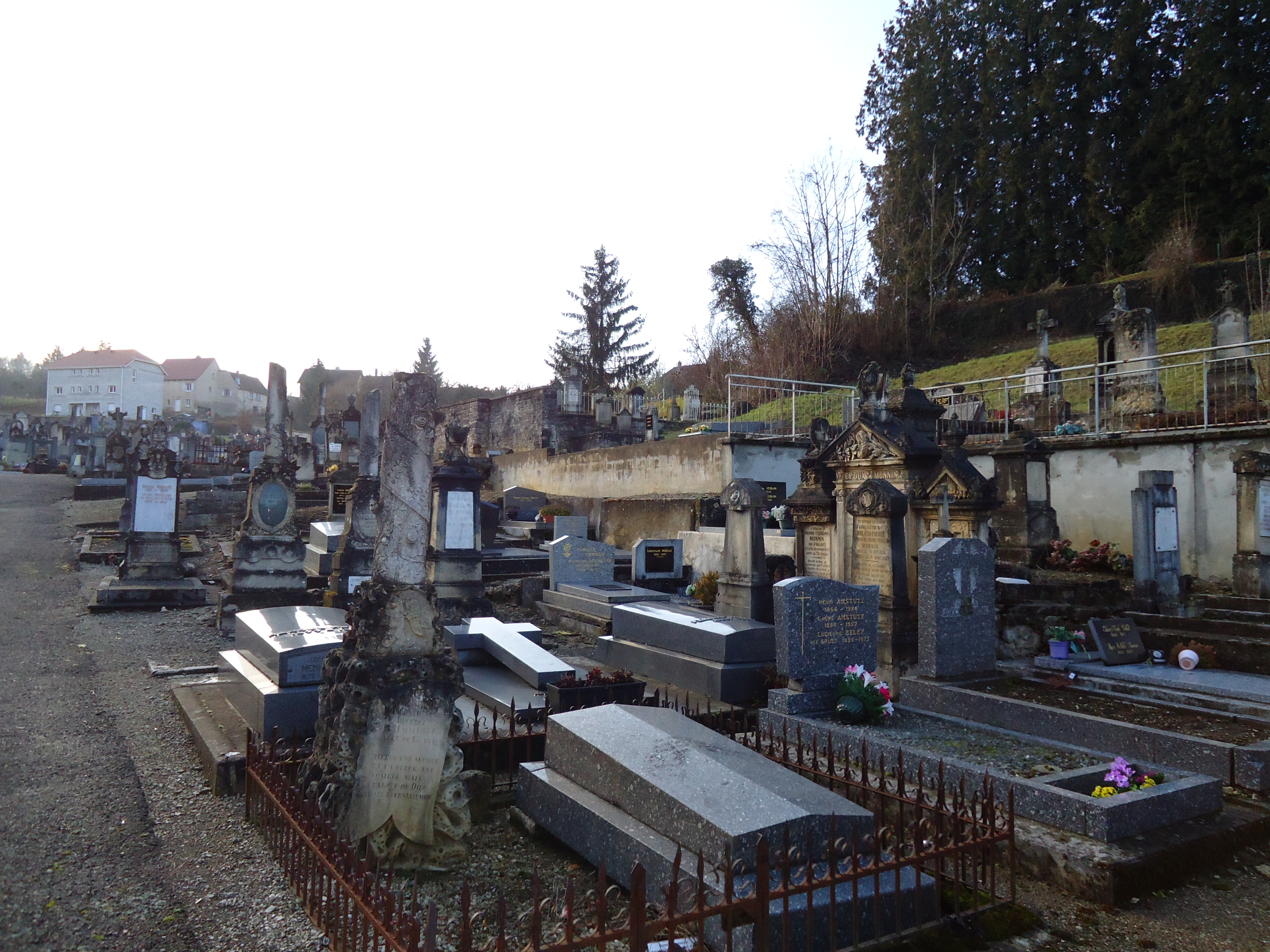
Cimetière de la Charme.

- Monuments commémoratifs  de la commune[71],[72].
- Fontaines

N'ayant plus de rivière, depuis que celle qui traversait la ville fut recouverte quelques décennies en arrière, les fontaines de Beaucourt ont une réelle notoriété chez les habitants. Il y a six fontaines dont une disparue, ayant toutes une histoire particulière :
La Fontaine du Loup, qui est la plus connue, est un ancien lavoir construit à côté d'un marécage puis modifié en fontaine à la fin du XVIIIe siècle. La légende raconte qu'un loup descendant du Grammont avait pris l'habitude de se désaltérer à cet endroit d'où le nom de Fontaine du Loup. Autrefois, la Fontaine d'Abbévillers sert de lavoir, son eau provient directement des glaciers des Alpes suisses de l'Oberland Bernois. Son appellation provient du nom de la rue dans laquelle elle est située. Dans les années 1950, les joueurs de football utilisent la Fontaine du Petit Champ de Mars comme douche après leurs matchs. En effet, les footballeurs s'affrontent sur le terrain dit du Champ de Mars d'où le nom de la fontaine.
La Fontaine de la Charme sert également de lavoir et d'approvisionnement d'eau pour le quartier du Temple. En 1901, un don de Mme Caroline Ferciot permet la construction d'une buanderie rue de Montbouton qui alimente ce quartier en eau de source en provenance de quatre fontaines détournées. Quant à la Fontaine Bérégovoy, elle est créée lors de l'aménagement de la rue piétonne (passage Bérégovoy) inaugurée le 5 mars 1994, elle porte le nom de l'ancien Premier ministre Pierre Bérégovoy. Il existe, rue du 18-Novembre juste en dessous de l'ancien hôtel de Bourgogne une autre fontaine appelée Fontaine de l'hôtel de Bourgogne. Elle est aussi un ancien lavoir qui aujourd’hui, est transformée en bac à fleurs.

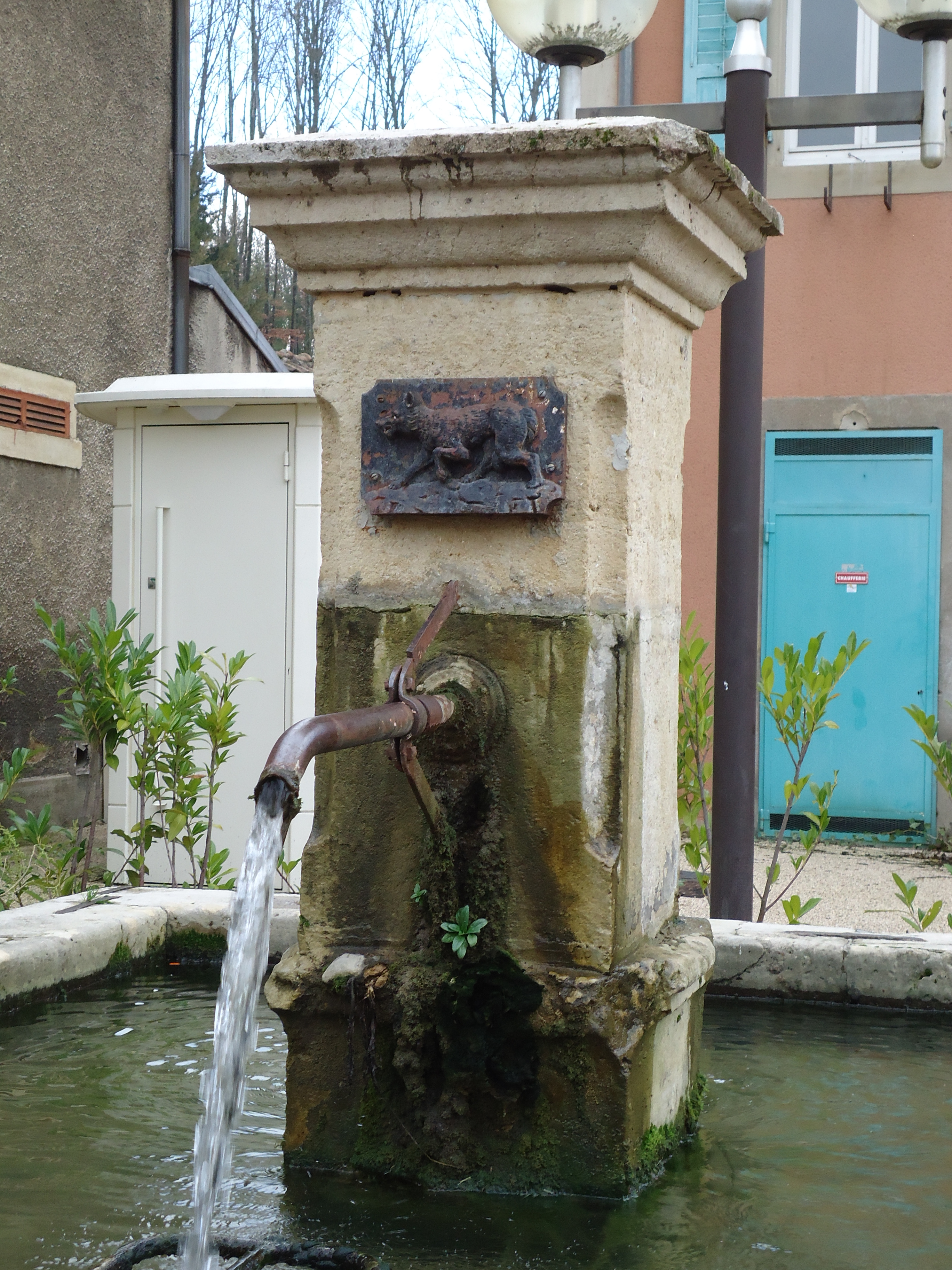
Fontaine du Loup.
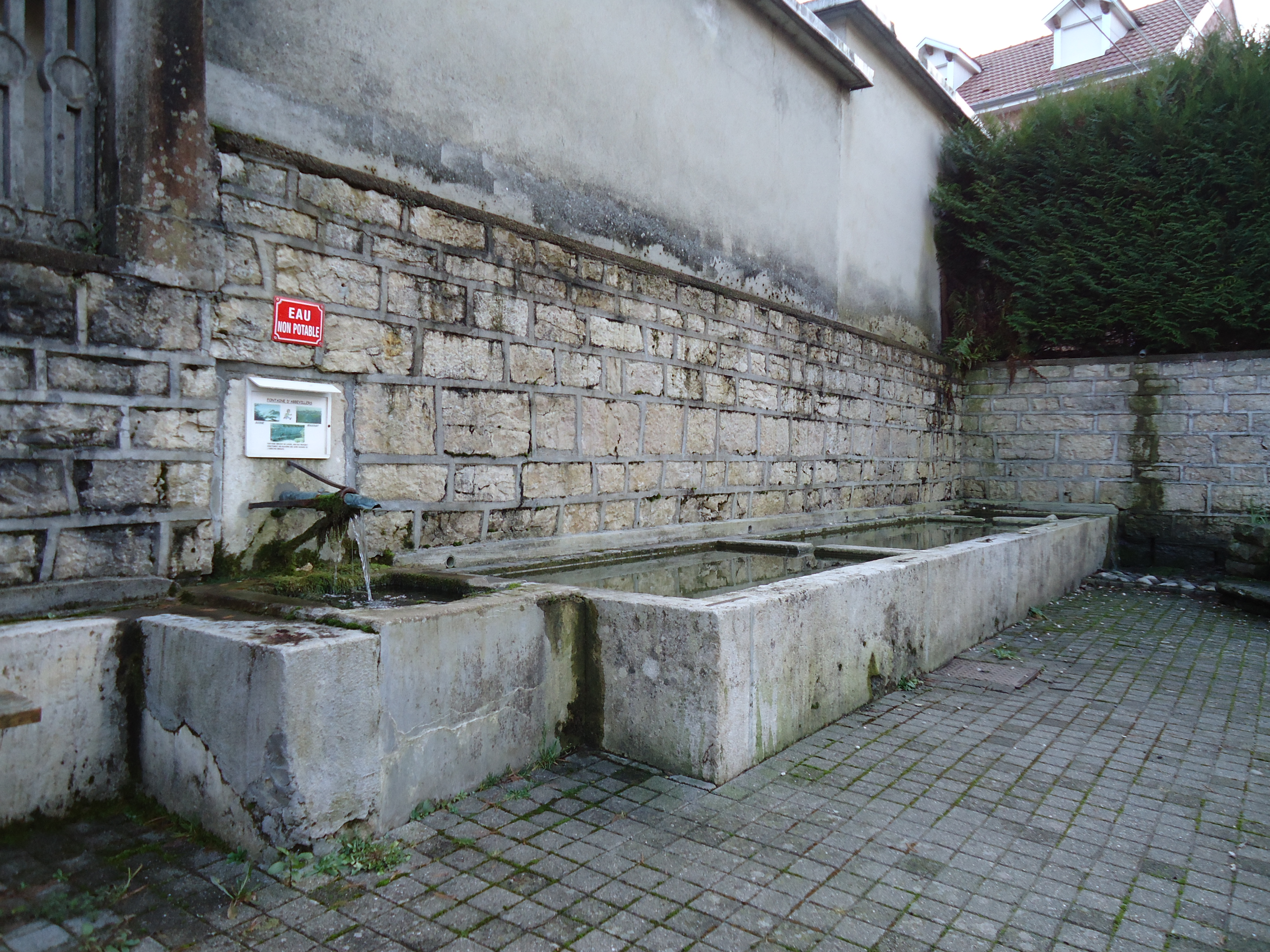
Fontaine d'Abbévilers.
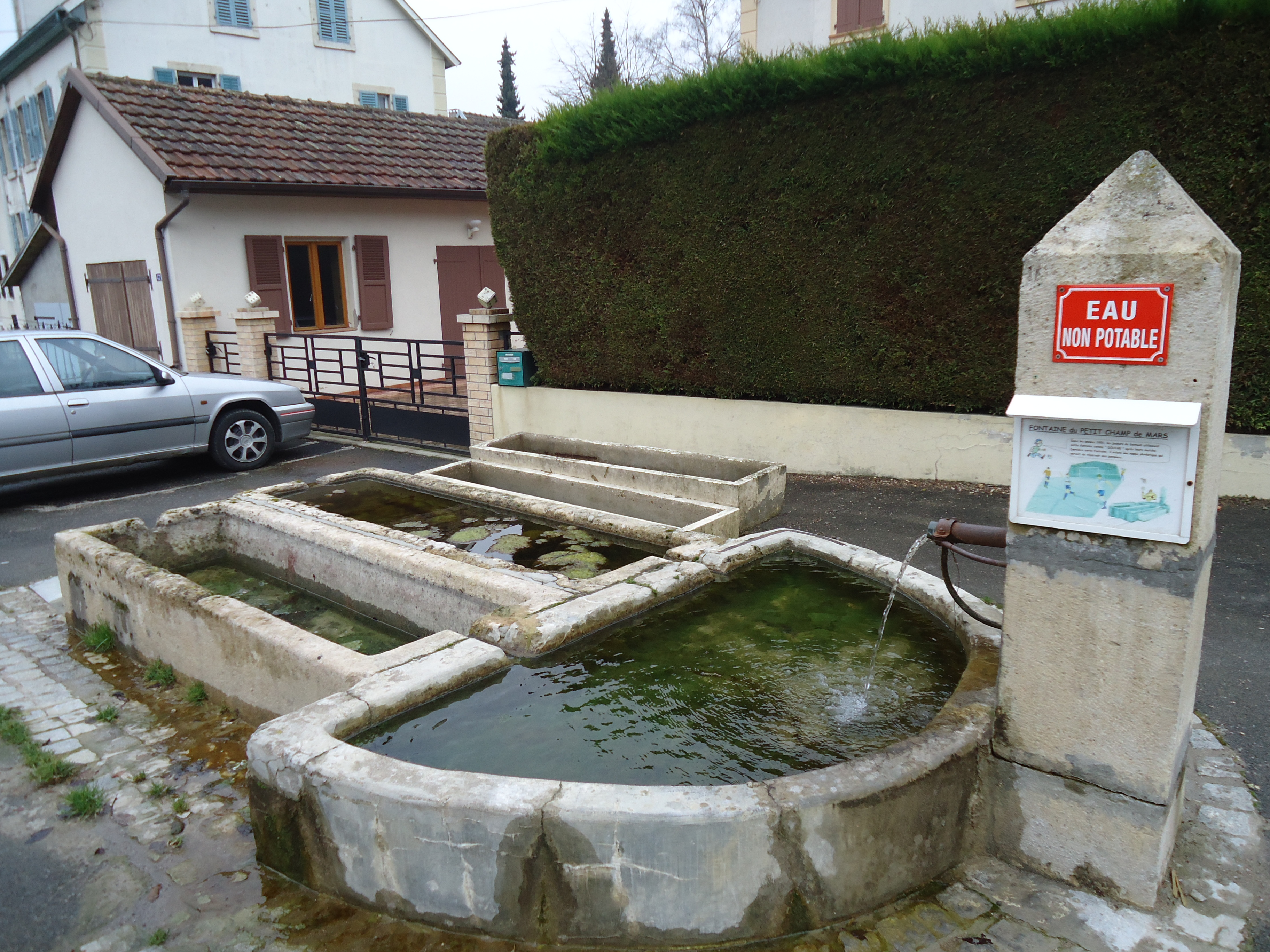
Fontaine du Petit Champ de Mars.
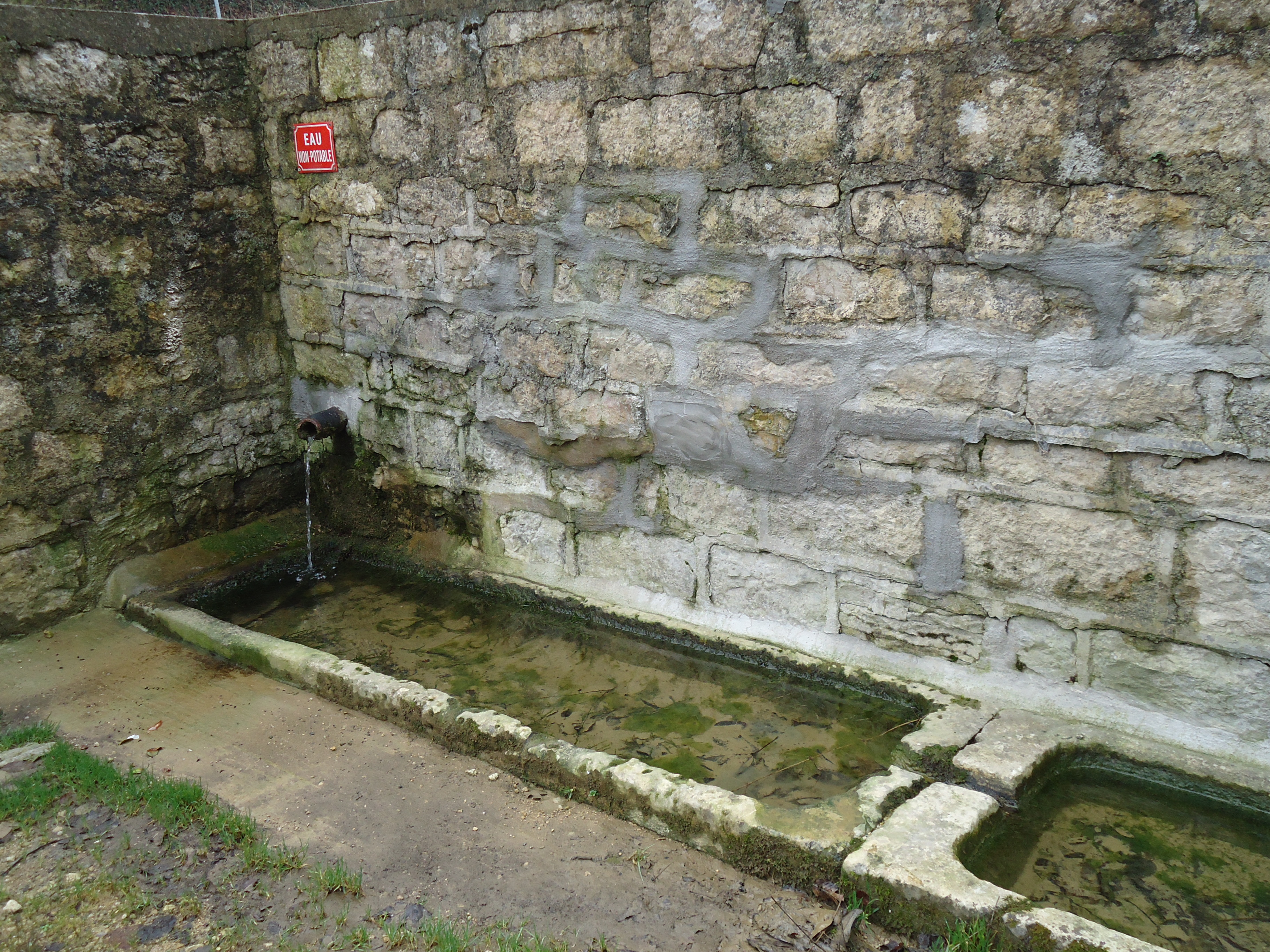
Fontaine de la Charme.
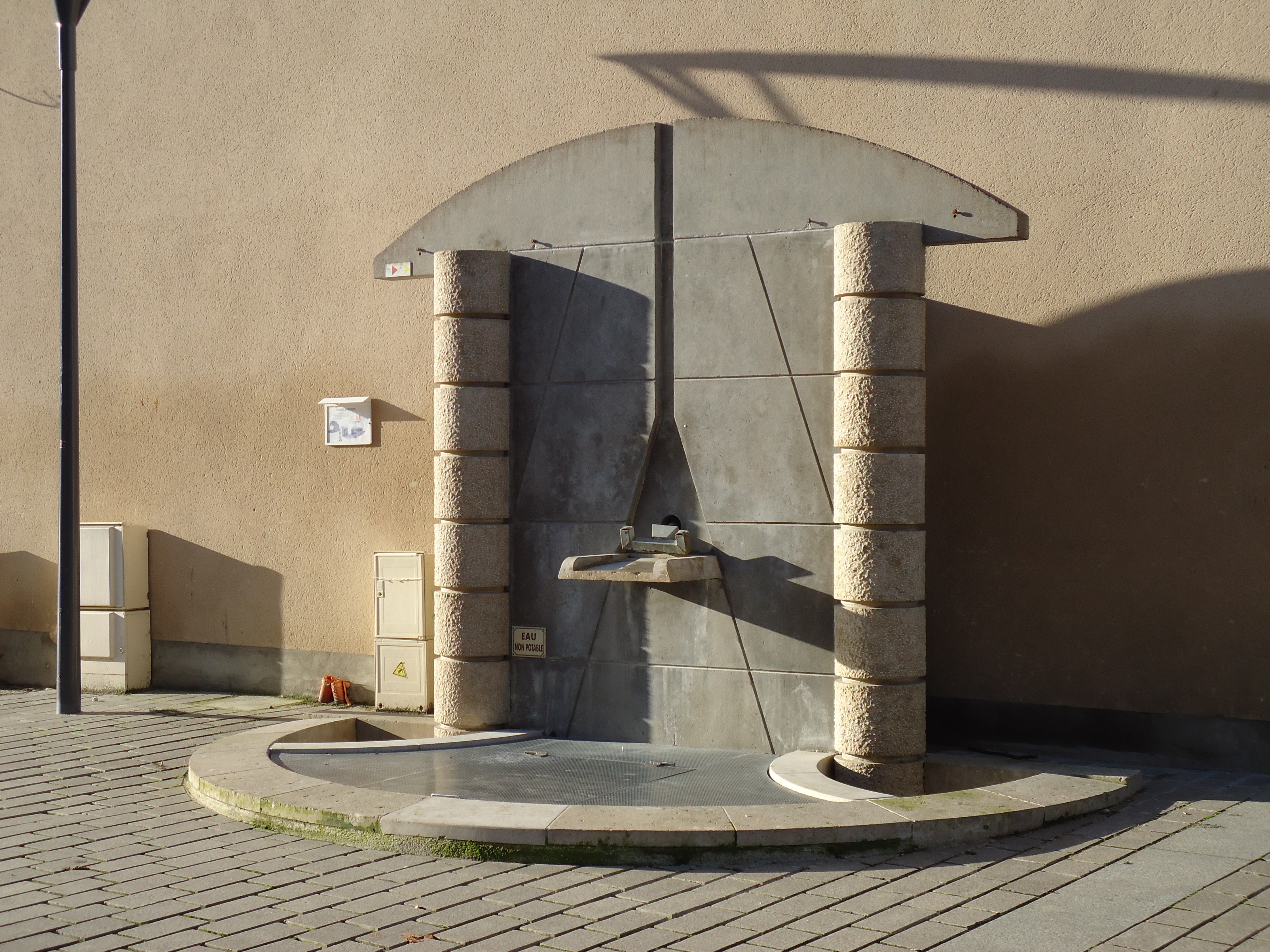
Fontaine Bérégovoy.
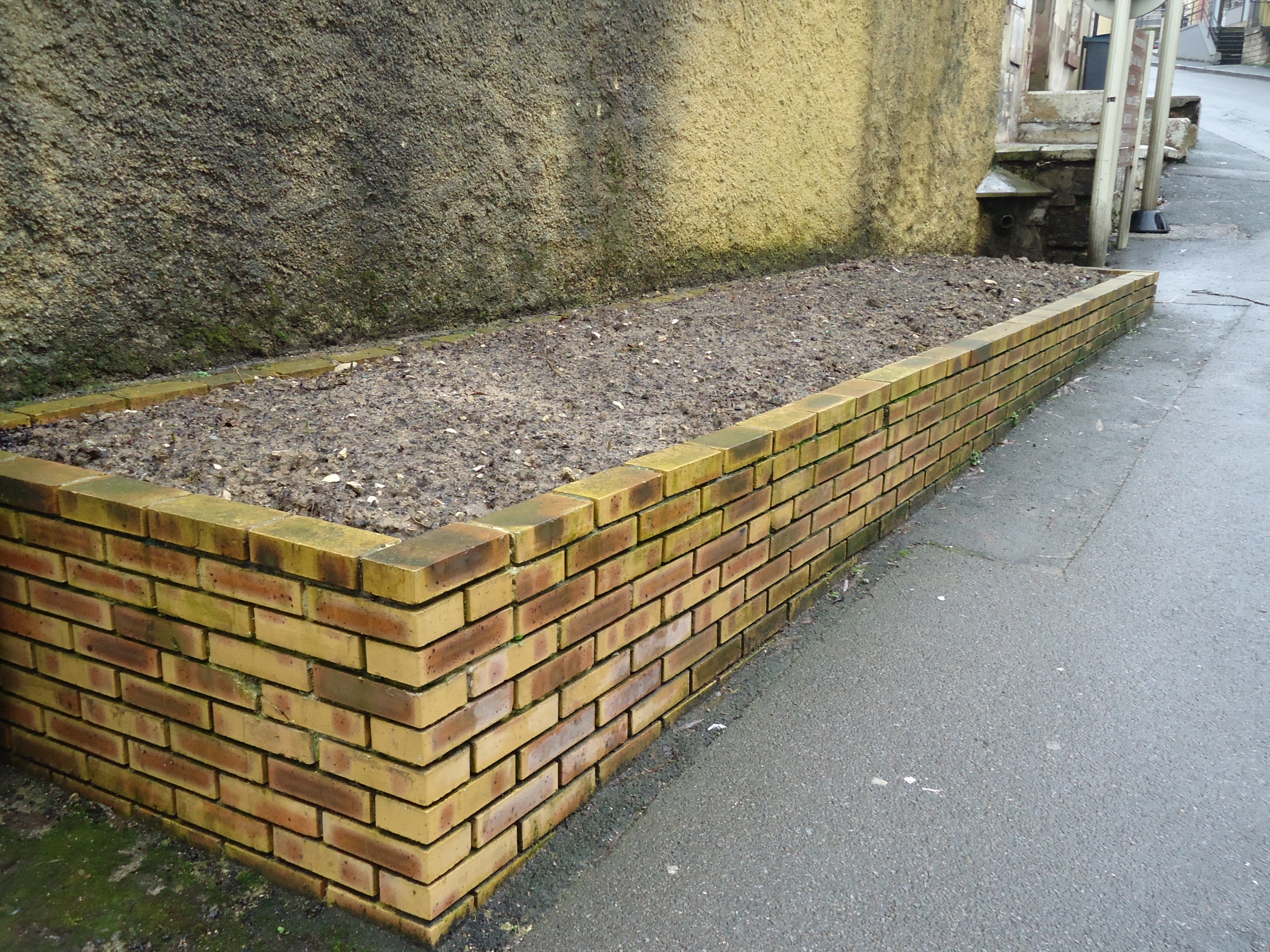
Ancienne fontaine de l'hôtel de Bourgogne reconvertie en bac à fleurs.

### Patrimoine historique

#### Présence des Japy à Beaucourt

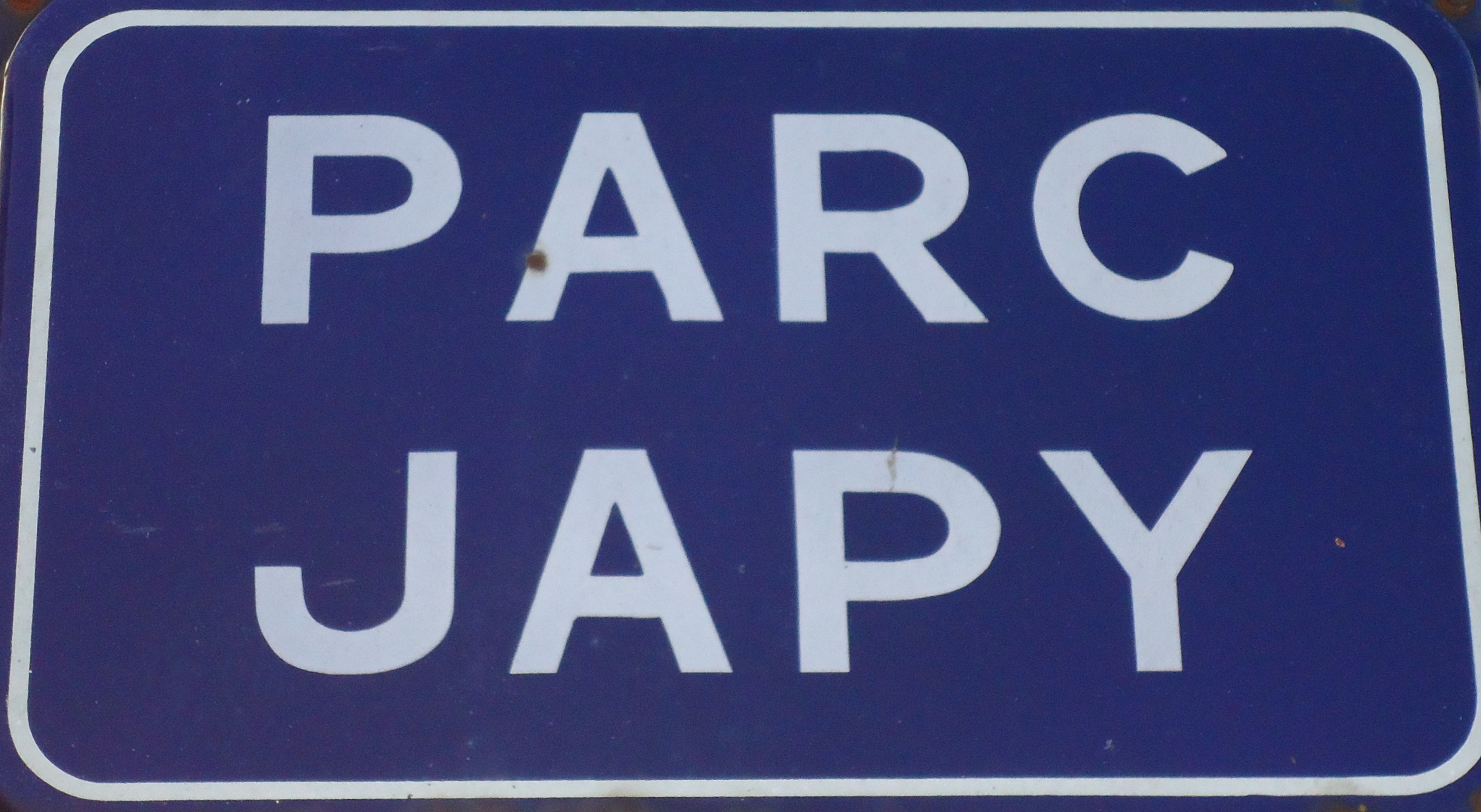
Panneau signifiant un Parc Japy.

La présence de la famille Japy, et notamment de Frédéric Japy a eu un effet positif sur le développement économique de la ville. L'évolution démographique de la population a multiplié le nombre d'habitants par 22 en seulement 70 ans.
Le paysage urbain est marqué par des bâtiments de caractère : douze demeures patronales ont été construites autour du parc des Cèdres pour les enfants de Frédéric Japy. Malheureusement, beaucoup ont disparu ou sont abîmées comme le château Fernand Japy qui a été partiellement détruit lors d’un incendie. Aujourd’hui, ils appartiennent à la commune et peuvent se révéler comme un site à projet.
Toujours dans leur démarche paternaliste, la famille Japy a développé des cités ouvrières, six, sous forme de cité jardin pour améliorer le cadre de vie de ses employés (il y en avait 5 000 en 1860). Ces cités ouvrières étaient reliées au site des Fonteneilles par des cheminements piétons toujours visibles aujourd’hui.

#### Châteaux Japy

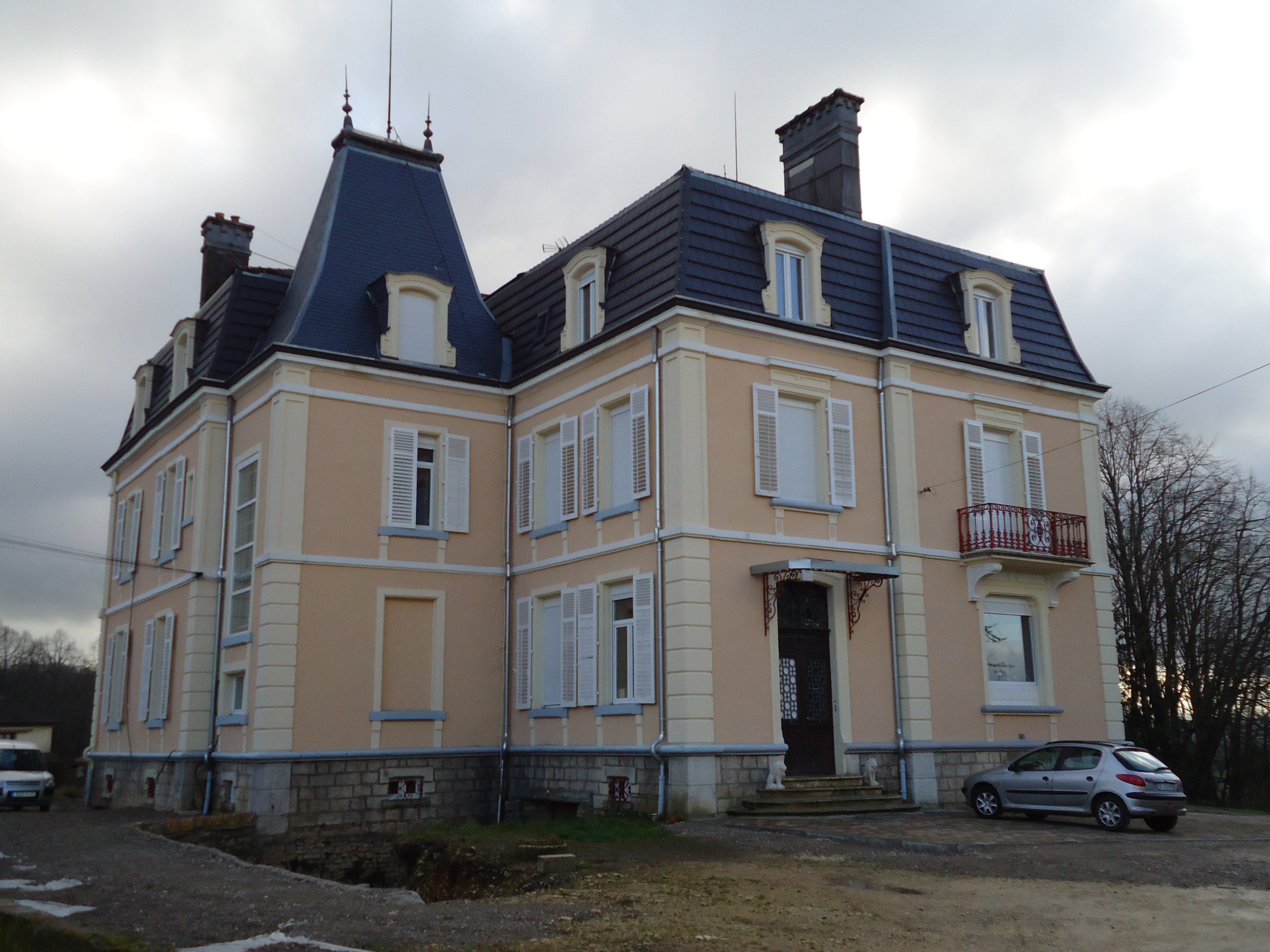
Le chateau Gaston Japy.

L'expression châteaux Japy regroupe sous une même appellation un ensemble de châteaux  construits pour les membres de la famille Japy, à une époque celle-ci dominait le paysage beaucourtois.
Les édifices qui nous sont parvenus sont le château Albert Japy, le château Bornèque-Warnery, le château Édouard Japy, le château Fernand Japy, le  château Gaston Japy, le château Henri Japy, le château Pierre Japy et le château Robert Japy.

#### Cités ouvrières

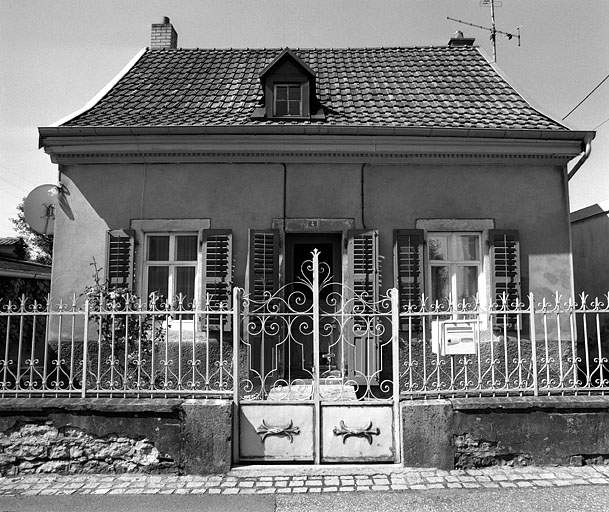
Cité du Châtelot.

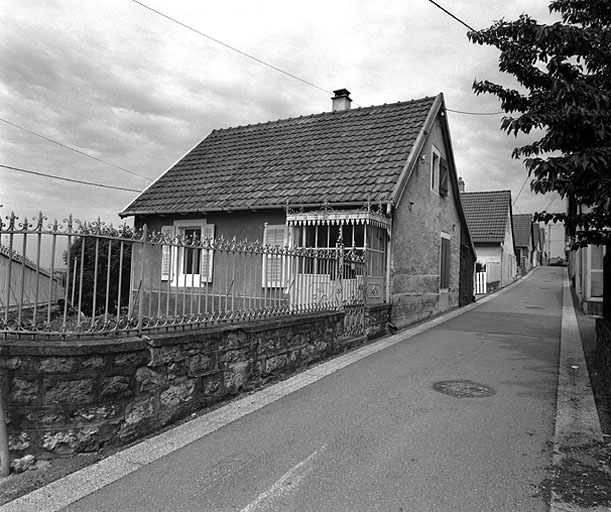
Cité Pierre-Japy.

La cité Ducrot a été édifiée entre 1924 et 1930. Elle s'étend le long des rues d'Artois, de Picardie, de Flandre et de Normandie et compte trente-deux maisons abritant deux logements.
La cité Adolphe-Japy a été édifiée vers 1930. Elle s'étend le long des rues des Guillocheurs, des Fondeurs, des Ciseleurs et du Docteur Julg. Elle compte quinze maisons abritant chacune deux logements.
La cité Bellevue a été édifiée tout à la fin du XIXe siècle, vraisemblablement vers 1894. Elle s'étend sur la rue Bellevue et la rue des Lambraies, et comprend 18 maisons à plusieurs logements.
La cité Châtelot est la troisième cité Japy, elle a été édifiée dans la seconde moitié du XIXe siècle, vraisemblablement vers 1870. Elle s'étend sur les rues de la Pendule, de la Montre et du Réveil-Matin et comprend quarante-quatre maisons. Celles-ci reprennent les dispositions de la maison ouvrière type de 1867, avec quelques variantes (placement de l'entrée).
La cité du Temple est la deuxième cité Japy, elle a été édifiée dans la seconde moitié du XIXe siècle, vraisemblablement vers 1866 d'après un plan parcellaire portant cette date. Elle s'étend sur les rues du Temple et Bel-Air et comprend vingt-et-une maisons individuelles.
La cité Pierre Japy est première cité ouvrière Japy, elle a été édifiée au début de la seconde moitié du XIXe siècle. Elle comprend un immeuble à logements donnant sur la rue des Bouleaux et vingt-deux maisons individuelles donnant sur la rue des Mélèzes, la rue des Chênes et la rue des Bouleaux. Ces logements individuels préfigurent le modèle-type mis au point par l'entreprise Japy en 1867.

#### Coq Japy
Ce coq en fer de plus de deux tonnes a été construit par deux artistes, Denis Lucaselli et Patrick Choffat, qui ont minutieusement cherché sur le site de l'usine des Fonteneilles des morceaux métalliques pour les transformer en une œuvre originale et symbolique : le coq était l'emblème utilisé par la marque Japy. Il fait 3,80 mètres de haut, plus 2 mètres avec son socle. Il porte une clé sur le dessus représentant l'industrie ainsi qu'un escargot sur cette même clé car, au début du projet, c'était un escargot qui était prévu et non pas un coq. Inauguré en 2010 et restauré en 2018.

### Patrimoine naturel

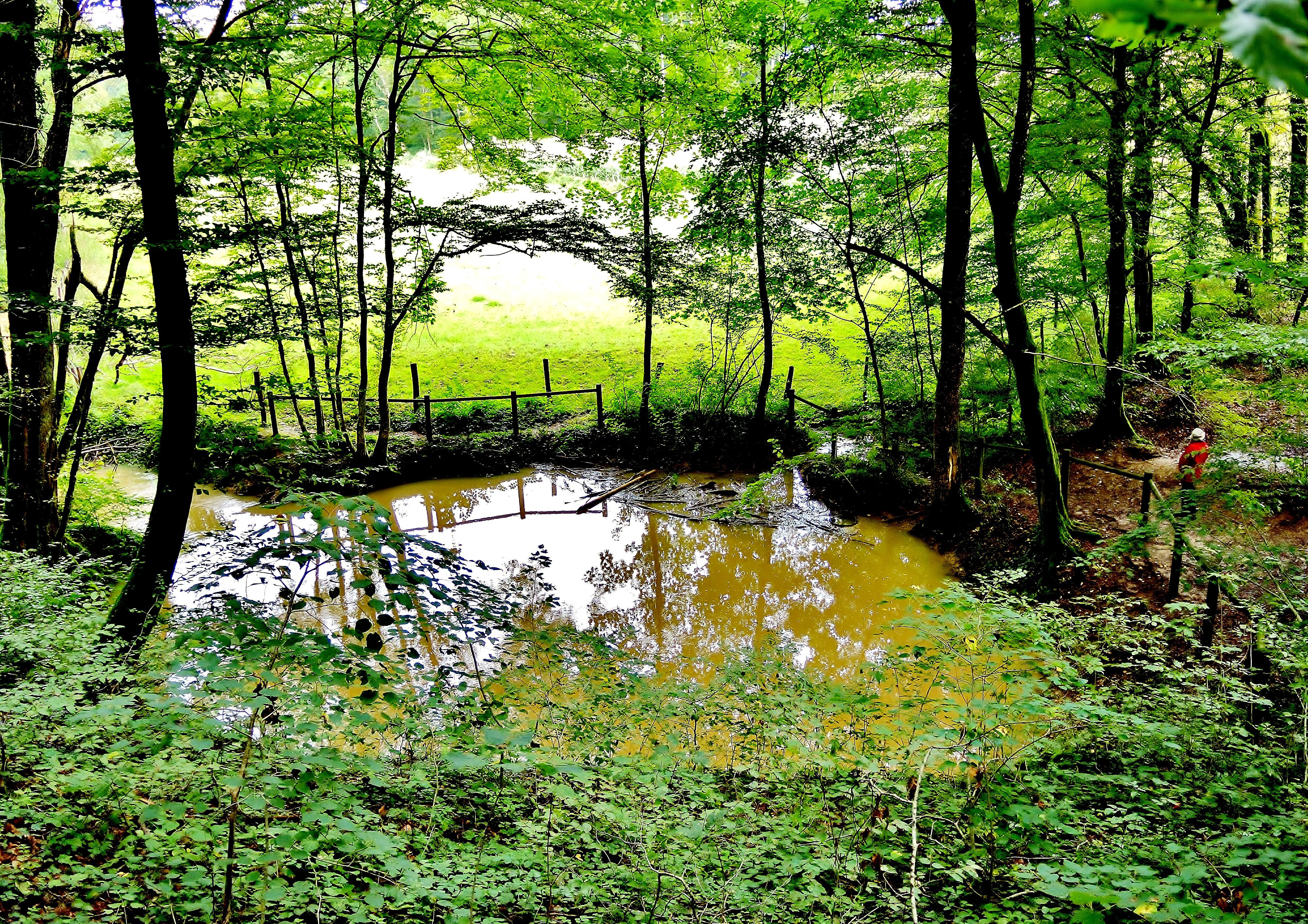
Creux de Malfosse, après un épisode pluvieux

De nombreux parcours balisés sillonnent la commune et son territoire et permettent de découvrir les splendeurs des habitations familiales, le magnifique parc des Cèdres, site remarquable de douceur et de verdure où vous pourrez admirer diverses essences rares comme des séquoias géants, des hêtres pourpres…

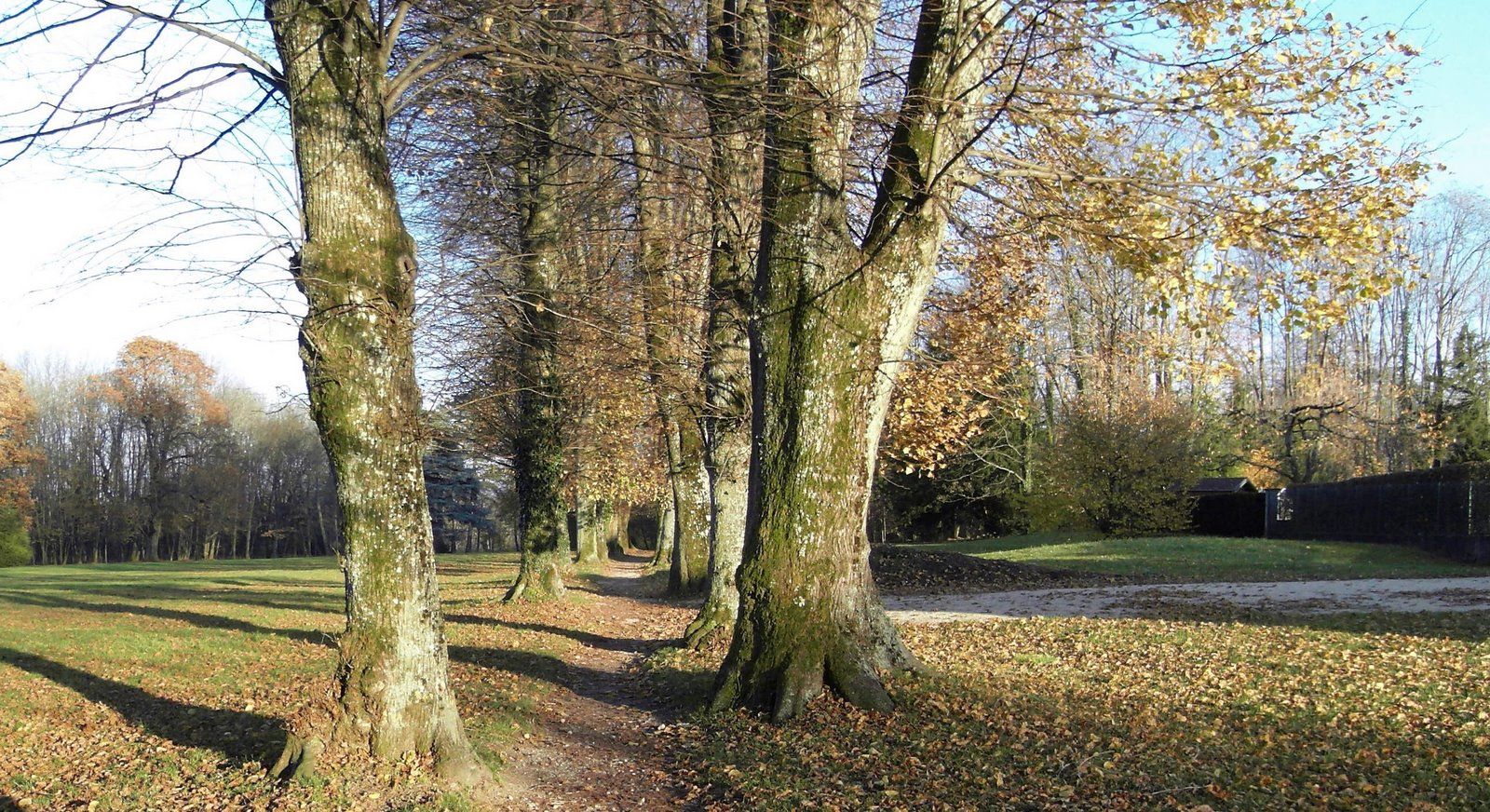
Allée de tilleuls dans le parc des Cèdres.

- Parc des Cèdres

Au nord des usines Japy, se trouve le parc des Cèdres, qui est l’élément principal de la trame verte beaucourtoise. Le parc, aujourd’hui municipal, de six hectares, est resté longtemps à l’abandon. De nombreuses demeures patronales étaient implantées dans ou à proximité du parc. L'une d'entre elles a récemment été transformée[Quand ?] en restaurant.
Son histoire est liée à celle du naturaliste montbéliardais Georges Cuvier, qui, lors d’un voyage au Liban, a rapporté trois cèdres dont il aurait caché les graines, selon la légende, dans ses bottes et sous son chapeau. À son retour en France, il les aurait offerts à la famille Japy qui les aurait alors plantés dans le parc[réf. nécessaire].
Il y a également d’autres arbres remarquables dans ce parc comme des séquoias géants, des hêtres, des pins et une allée cavalière de tilleuls. Malheureusement, il ne reste plus rien des anciens aménagements[réf. nécessaire].
Le parc accueille chaque année le feu d'artifice du 14-Juillet.
- Creux de Malfosse

Le Creux de Malfosse se situe dans la forêt entre les communes de Beaucourt (Territoire de Belfort) et de Badevel (Doubs). Cet affaissement géologique est une exsurgence temporaire appartenant au même réseau que l'estavelle (source temporaire) du Creugenat à Chevenez (canton du Jura).
Le trou est situé au pied d'un coteau assez raide surmonté par une forêt de pin. Il fait plus d'une dizaine de mètres de diamètre et mesure jusqu'à 6 mètres de profondeur pour l'une de ses galeries. Souvent à sec, la résurgence monte en charge à la fonte des neiges. Soudainement, une eau jaillit en bouillonnant au-dessus de son orifice et inonde alors les prés voisins. Les habitants des communes avoisinantes entendent alors comme un grondement et voient apparaitre de l'eau jaunâtre. Cette eau se retire petit à petit en quelques jours. L'entrée du trou n'est pas très sécurisée. Une barrière en bois l'entoure, ce qui déconcerte certains mais on peut y accéder facilement. La remontée quant à elle, est nettement plus difficile.

### Musée Japy

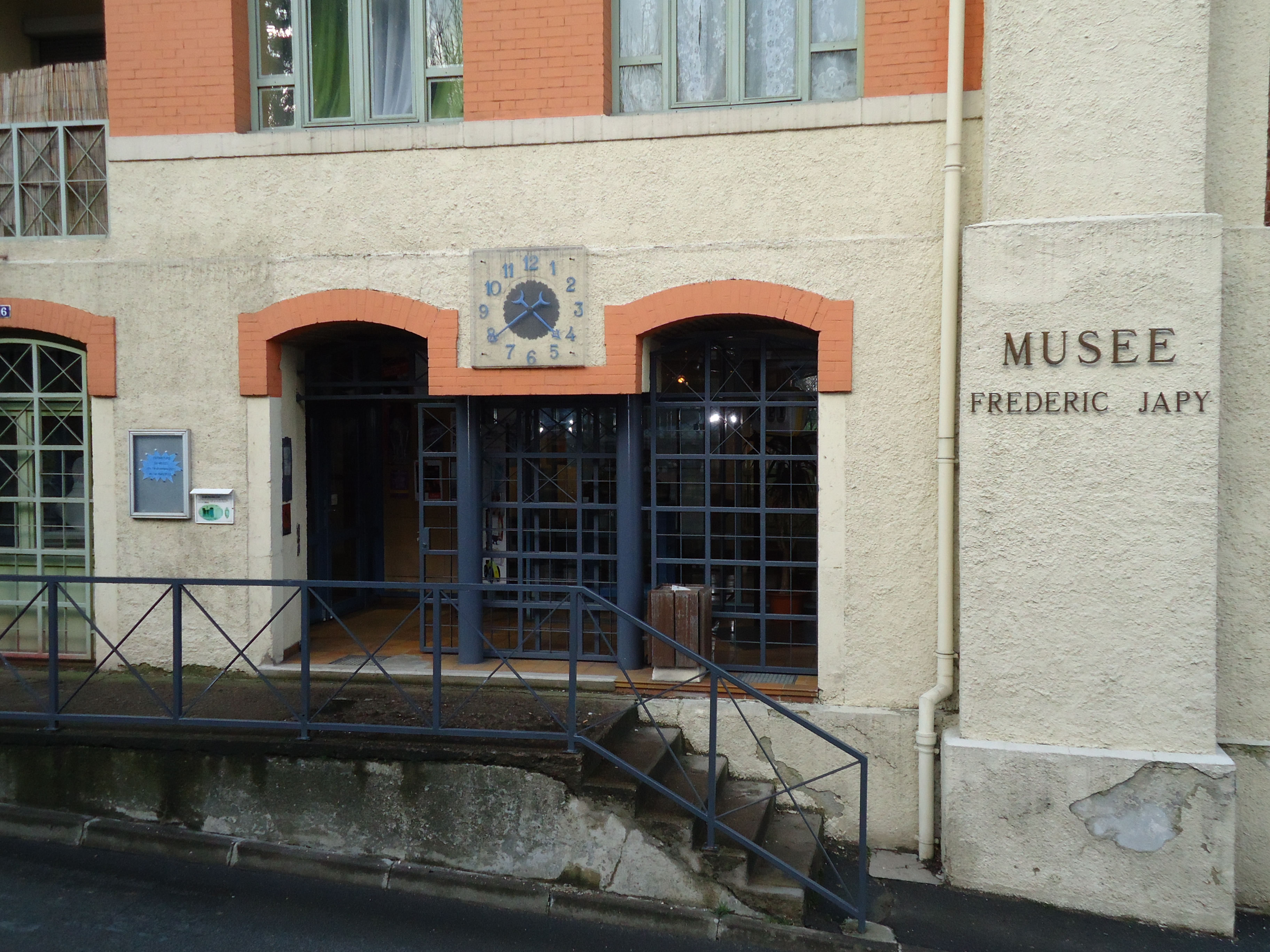
Musée-Japy.

Inauguré en 1986, le musée Japy est installé dans le bâtiment de l'ancienne Pendulerie. Il retrace l'histoire de l'industrie Japy et beaucourtoise de la fin du XVIIIe siècle à nos jours, de ce fait, il est l'un des symboles culturels et historiques de la ville de Beaucourt. En 1998, le musée est intégré au réseau des musées des techniques et cultures comtoises, et obtient en 2003 le label de Musée de France.

### Personnalités liées à la commune

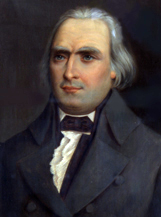
Frédéric Japy, fondateur de l'industrie beaucourtoise.

- Frédéric Japy (1749-1812), né à Beaucourt, fondateur de l'industrialisation de l'horlogerie.
- Gaston Japy (1854-1936), industriel et sénateur du Doubs entre 1921 et 1936.
- Pierre Beucler (1897-1946), alias Colonel Kléber, colonel et sous-chef de l’État-major national des Forces françaises de l'intérieur (FFI), résistant dans l'armée française lors de la Seconde Guerre mondiale. Également commandeur de la Légion d'honneur, il se distingue de nombreuses décorations telles que la Croix de guerre 1914-1918 et 1939-1945 ainsi que plusieurs citations.
- Paul Berger (1845-1908), né à Beaucourt, éminent chirurgien.
- Philippe Berger (1846-1912), né à Beaucourt, sénateur du Territoire de Belfort entre 1904 et 1912[76], frère de Paul Berger.
- Marguerite Steinheil (1869-1954), née à Beaucourt, connue pour avoir entretenu une relation avec Félix Faure.
- Pierre Sellier (1892-1949), connu pour avoir été le soldat qui sonna au clairon le premier cessez-le-feu, le 7 novembre 1918. À Beaucourt, un monument lui est dédié, près du Coq Japy et une rue porte son nom.
- André Japy (1904-1974), pionnier de l’aviation.
- Marie-Alphonsine Loretti (1915-1944), épouse Fifre, ambulancière militaire française morte au combat pendant la Seconde Guerre mondiale. Elle est la première femme décorée de la Médaille militaire.
- André Villers (1930), photographe et artiste français.

### Héraldique, logotype et devise

#### Héraldique
| Armes de Beaucourt | Les armes peuvent se blasonner ainsi : Écartelé, au premier coupé d'or à trois demi-ramures de cerf de sable et de gueules à deux bars adossés d'or, au deuxième coupé de sable et d'or, au troisième d'argent à la croix d'azur cantonnée de quatre échiquetés de trois tires d'azur et d'argent, au quatrième de sinople à la roue d'or. Description : Le premier écartelé reprend les armoiries de l'ancienne principauté de Montbéliard à laquelle appartenait la commune. Le deuxième écartelé montre les armoiries de la seigneurie de Blamont; le troisième les armoiries de la seigneurie de Delle et le quatrième une roue dentée symbole de l'industrie horlogère établie à Beaucourt par Frédéric Japy à la fin du XVIIIe siècle. |

#### Logotype
En 1988, la mairie fait appel aux Beaucourtois par un sondage visant à choisir un logo pour la ville de Beaucourt. Par courrier, les habitants peuvent choisir parmi une des trois propositions sélectionnées. Quelques mois plus tard, le premier logo de la ville est rendu public, il est composé d'un « B » (celui de Beaucourt) de couleur vert rayé en diagonale par des traits verts.
Dix ans plus tard, en 1998, jugeant l'ancien logo « un peu limité », la ville décide d'élaboré un nouveau logo avec une société spécialisée. Il est composé de deux collines (représentant l'Église et le Temple), d'un « B » multicolore ainsi que d'une pendule représentant l'aspect historique avec l'horlogerie Japy.
À partir de 2001, un nouveau logo fait son apparition, cette nouvelle identité visuelle de la ville de Beaucourt est en réalité une évolution de l’ancien logo et sa symbolique se résume ainsi : « Prenant ses racines dans l’histoire (blason), la ville de Beaucourt exprime sa volonté d’agir et son dynamisme (B majuscule penché) dans un cadre naturel exceptionnel (2 collines vertes) ». Le logo est composé du « B » de Beaucourt en majuscule, penché et ombré avec traitement filtre numérique ; du blason de la ville de Beaucourt où l’on retrouve les symboles du passé de la ville et d'un graphisme pour symboliser le relief et la nature autour de la ville.

1988-1998.
1998-2001.
Depuis 2001.

## Pour approfondir